# Seenotrettungskreuzer

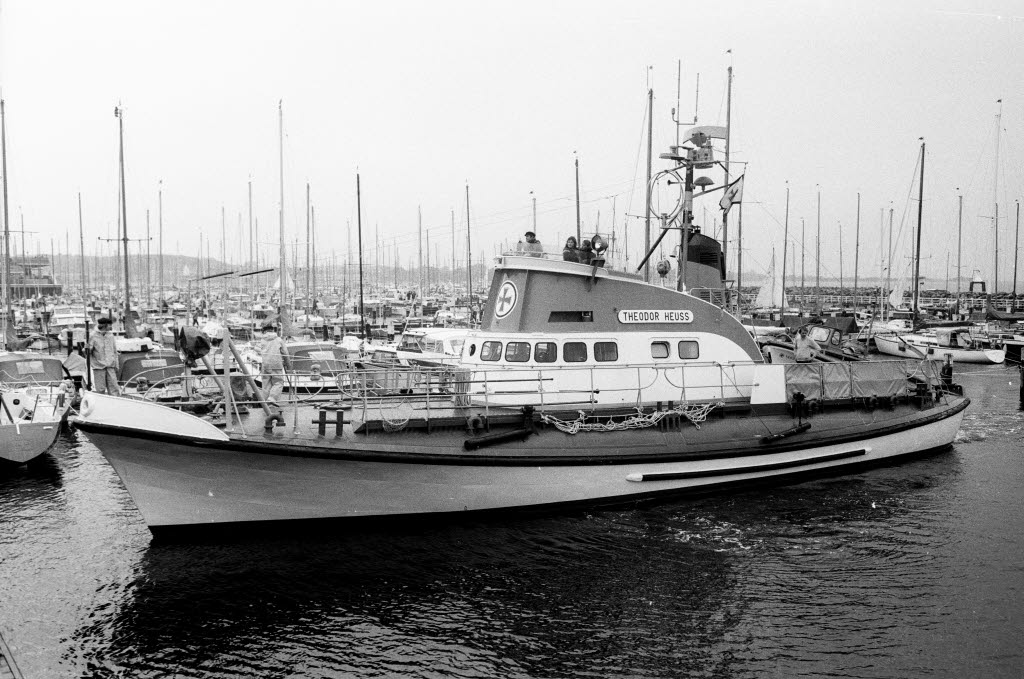
1. Bauserie: Heuss-Klasse (23,2-Meter)

Seenotrettungskreuzer (kurz: SRK) ist die Bezeichnung der hochseetauglichen Rettungsboote zur Seenotrettung der Deutschen Gesellschaft zur Rettung Schiffbrüchiger (DGzRS). DGzRS-intern werden die Boote als Seenotkreuzer (SK) bezeichnet.
Bei einer Länge zwischen 20 und 46 Meter bieten alle Kreuzer der DGzRS die deutsche Besonderheit eines Tochterbootes (TB), das permanent in einer Heckwanne mitgeführt wird. Das kleine Boot kann jederzeit zum Einsatz gebracht werden und ist in der Lage, unabhängig vom Kreuzer zu operieren. Damit können Personen aus dem Wasser leicht aufgenommen werden und die ausgedehnten Flachwassergebiete vor den deutschen Küsten sicher befahren werden. Auf 18 Stationen an Nord- und Ostsee stehen die SRK rund um die Uhr (24/7) in permanenter Bereitschaft und sind jederzeit zum Auslaufen bereit. Dafür sorgen jeweils zwei hauptamtliche Besatzungen, die sich alle 14 Tage ablösen und in dieser Zeit entweder an Bord oder (bei den kleineren Kreuzern) in einem in unmittelbarer Nähe zum Schiff befindlichen Stationsgebäude wohnen.

## Begriff Seenotkreuzer

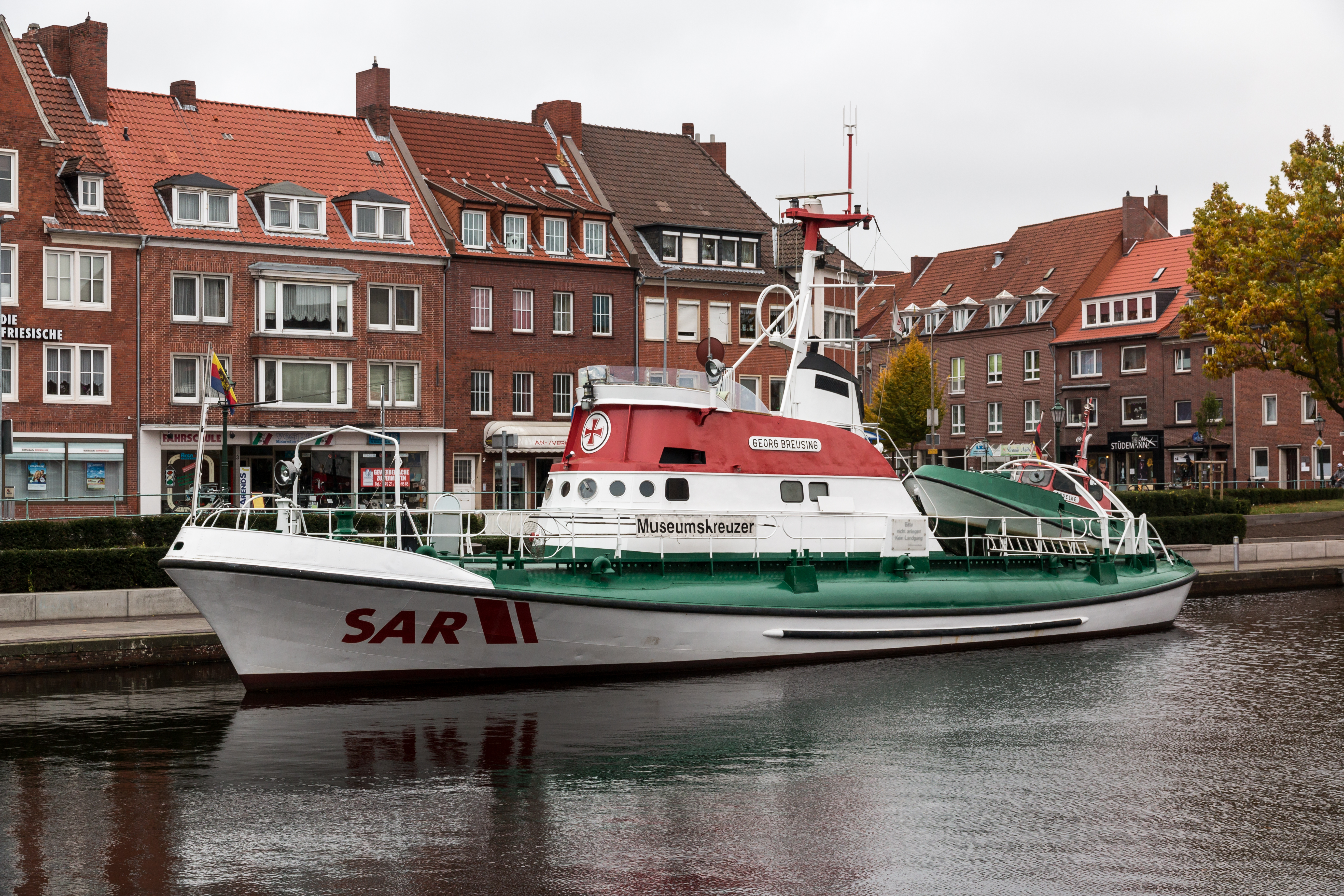
2. Bauserie: Breusing-Klasse (26-Meter)

Anfang der 1950er Jahre hatte die DGzRS in Anlehnung an die ursprüngliche Aufgabenstellung, der längeren Suche nach Schiffbrüchigen durch Kreuzen auf See, diesen Begriff geprägt, um eine neue Generation hochseegängiger Rettungsboote einzuführen, die sich grundlegend von den vorhandenen Motorrettungsbooten unterschied. Folglich wurden alle neuen Baureihen (Klassen) von Fahrzeugen zur Seenotrettung als Seenotkreuzer bezeichnet. Aktuell verfügt die Gesellschaft – wie sie respektvoll an der deutschen Küste genannt wird – über 20 dieser Spezialschiffe zur Rettung von Personen und für Hilfeleistungen von Schiffen in Seenot auch außerhalb der deutschen Küstengewässer. 
International ist der Begriff Rettungskreuzer eher nicht gebräuchlich. Bisweilen wird ein SRK auf englisch als Rescue Cruiser bezeichnet. Allgemein übliche Bezeichnung für ein Rettungsboot in der englischsprachigen Welt ist Lifeboat. Die dem SRK vergleichbaren Rettungsboote der englischen Rettungsgesellschaft RNLI werden dort als Allwetter-Rettungsboot (englisch All-weather lifeboat) bezeichnet. In den USA und in Kanada ist dafür der Begriff Motorrettungsboot (englisch Motor Lifeboat) üblich.
Neben den Seenotrettungskreuzern betreibt die DGzRS noch kleinere Rettungseinheiten bis rund 10 Meter Länge für die Küstenrettung, die sie als Seenotrettungsboote (SRB) bezeichnet. Diese sind selbständige Einheiten mit freiwilligen Besatzungen, die die Lücken zwischen den großen Stationen an der Küste füllen.

## Konstruktionsmerkmale
Das Besondere an der Konstruktion von Seenotrettungsschiffen ist, dass sie einen guten Mittelweg zwischen extremer Seetüchtigkeit und optimaler Schnelligkeit finden müssen, also Vorgaben, die sich eigentlich widersprechen.

### Rumpf

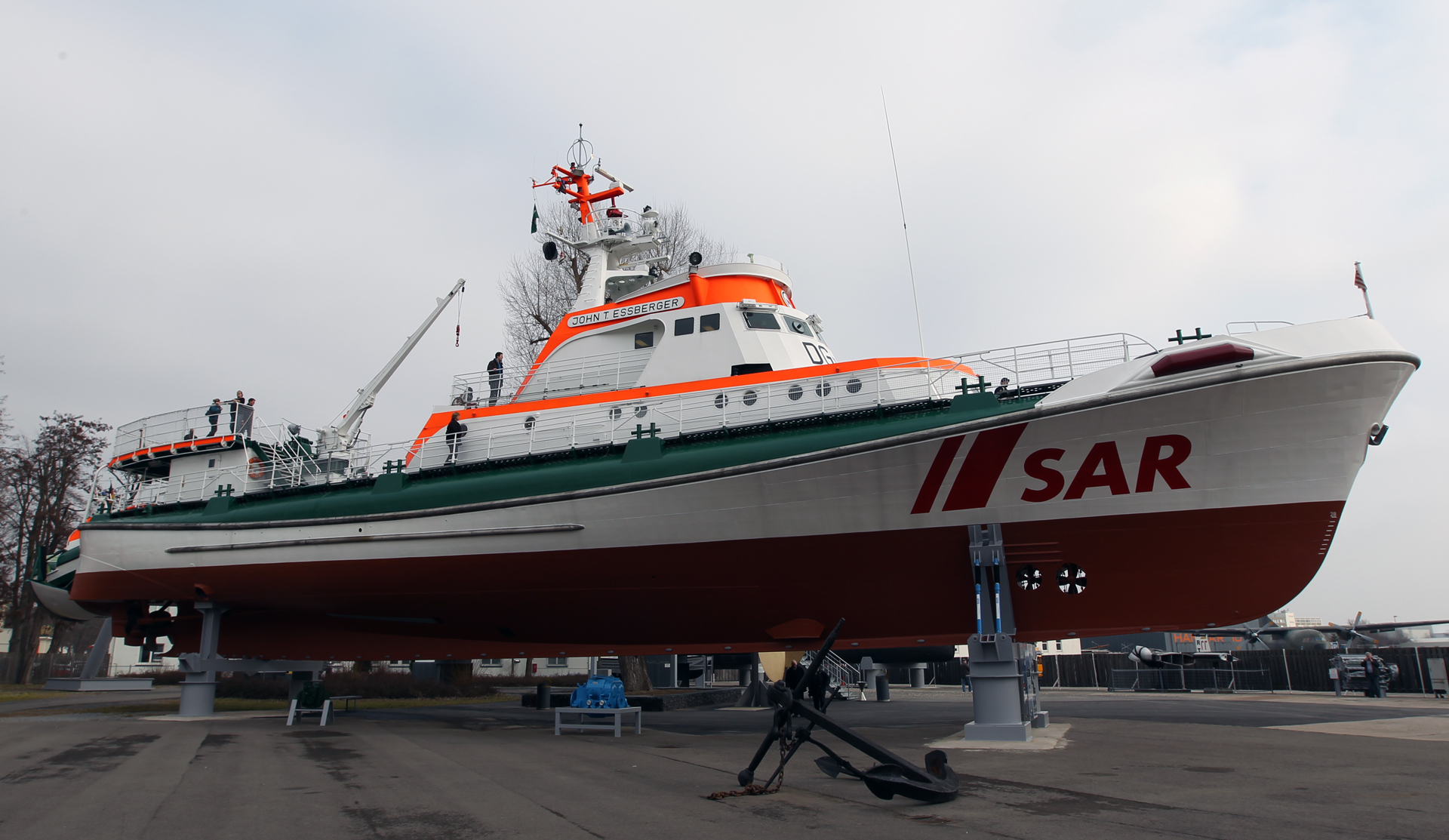
Rumpf der 44-Meter-Klasse

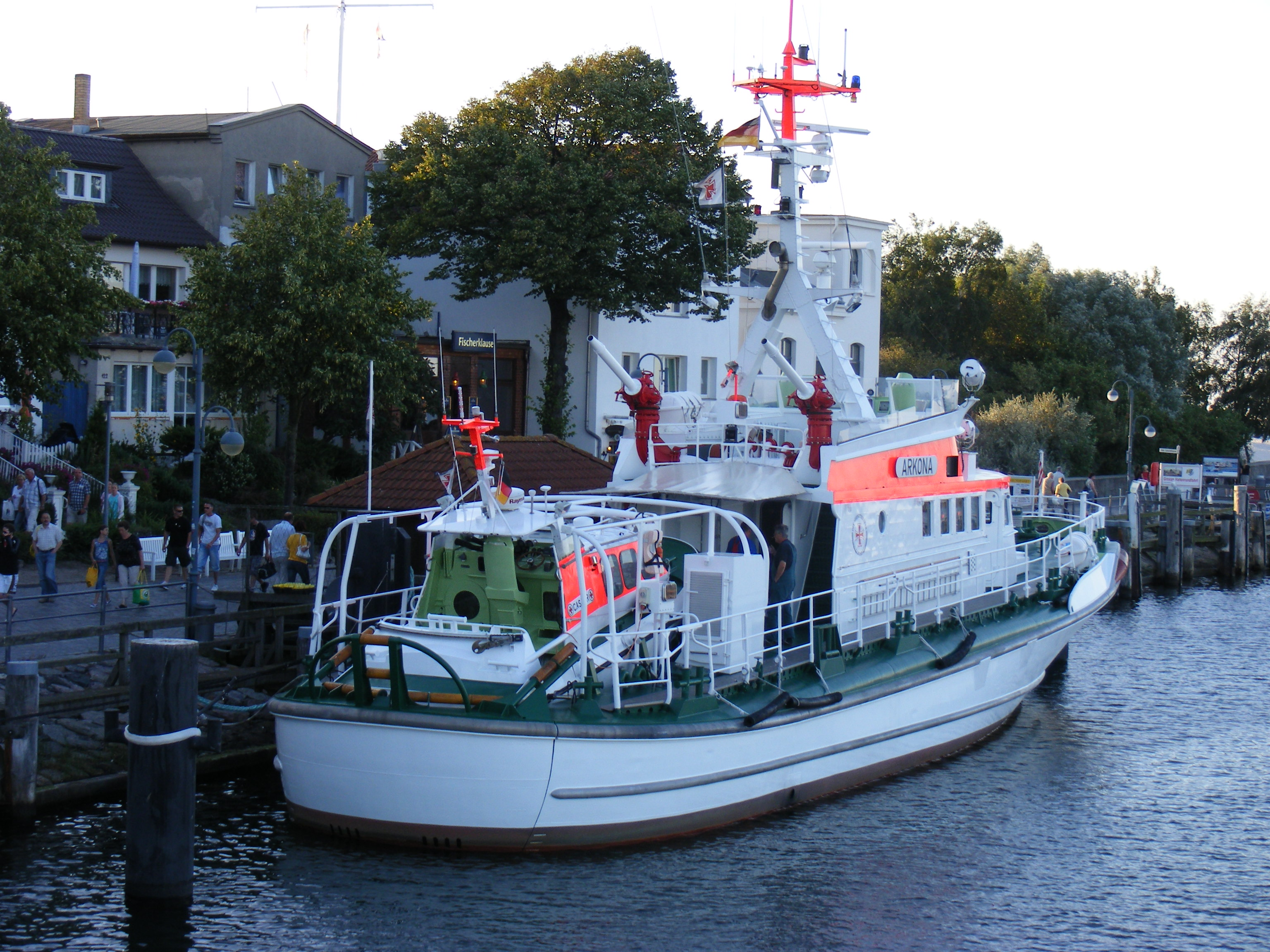
Kreuzerheck der 27,5-Meter-Klasse

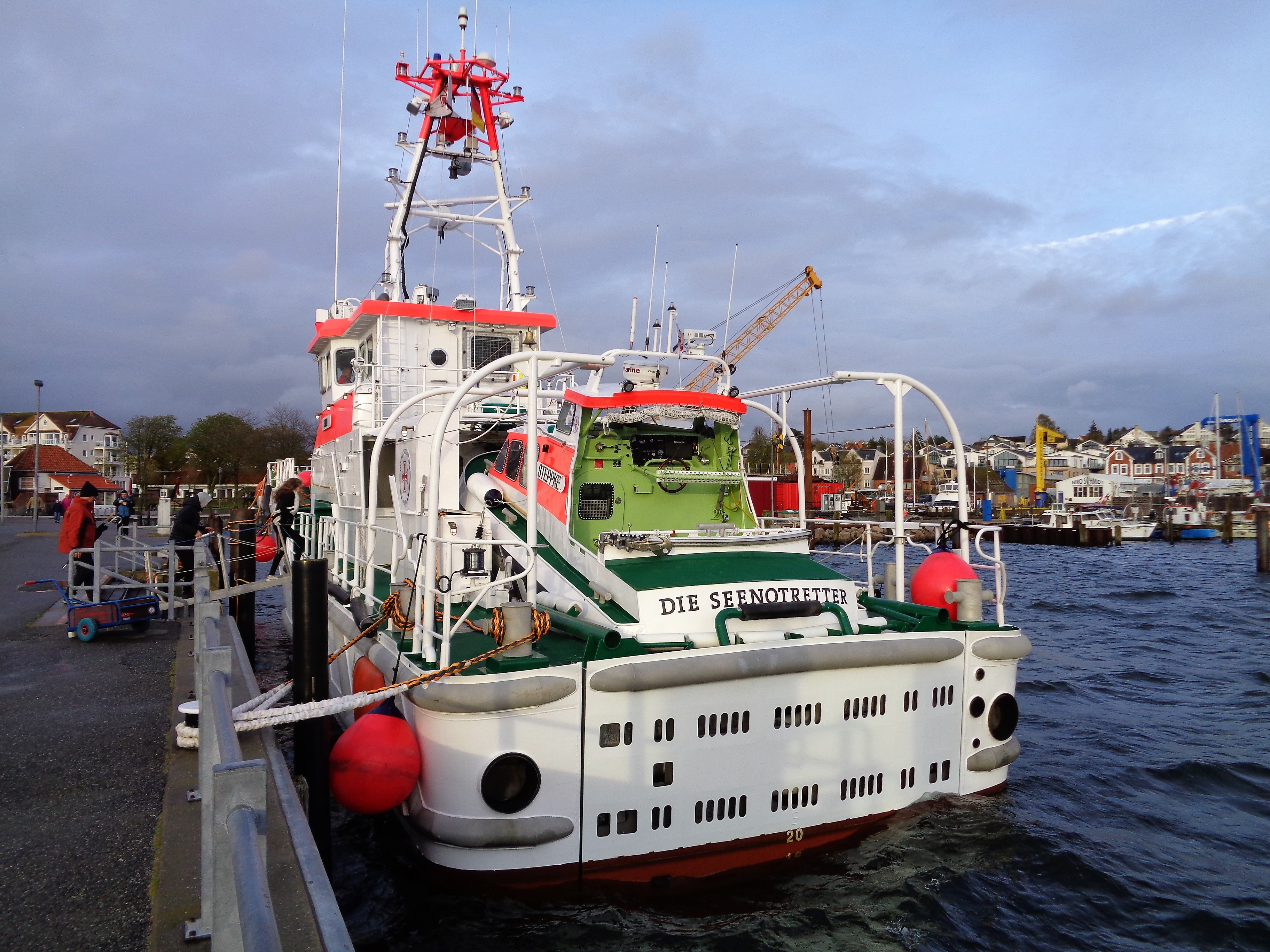
Spiegelheck der 28-Meter-Klasse mit TB

Allen SRK gemeinsam ist die geschweißte Grundkonstruktion auf Basis eines Netzspantensystems aus seewasserbeständigem Leichtmetall. Zur Gewichtseinsparung werden die Spanten an unkritischen Stellen durchlöchert, ohne die Gesamtfestigkeit zu verringern. Alle Längs- und Querspanten im Maximalabstand von 50 Zentimeter bilden ein enges, festes Netz, auf das beidseitig die Beplankung aufgebracht wird und dadurch einen Doppelrumpf ergeben. Zur Verhinderung von gefährlichen Schwingungen aus der Antriebsanlage verlaufen alle Tragglieder in Längsrichtung durchlaufend von vorn bis hinten.
Die Doppelwandigkeit sorgt für eine hohe Festigkeit des gesamten Bootskörpers und schützt vor Leckagen und Beschädigungen der Schiffsaußenwand. Daher können auch heftige Grundberührungen schadlos überstanden werden. Zusätzlich entsteht dadurch Platz für Tanks und einen eventuellen Ballast und ermöglicht die Außenhautkühlung der Motoren. Neben dem Vorteil der Widerstandsreduktion durch die glatte Außenhaut ohne Öffnungen wird verhindert, dass gegenüber einem Durchlaufkühlsystem das angesaugte Seewasser wegen Verschmutzungen oder anderer Inhaltsstoffen die Motorkühlung verstopft, was zum Motorausfall führen kann.
Der Rumpf ist unterteilt in eine Vielzahl wasserdichter Abteilungen mit dicht schließenden Türen. Diese Schotten erhöhen zusätzlich die Festigkeit. Der ganze Rumpf ist durchzogen von einer zentralen Lenzleitung, an die alle Abteilungen angeschlossen sind. Aus dem turmartigen Decksaufbau der zuletzt gebauten Motorrettungsboote, der die Sichtweite vergrößert und vor Gischt und Seeschlag schützt, wurde für die Kreuzer ein vollkommen geschlossener Decksaufbau entwickelt. Dieser wirkt als große Luftkammer, die den Seenotkreuzern die besondere Eigenschaft als Selbstaufrichter verleiht. Unterstützt durch die schweren Motoren und die Tanks im Boden liegt im Kenterfall der Schwerpunkt über Wasser, wodurch das Boot von selbst wieder in die normale Schwimmlage mit Kiel unten zurückgeht.
Mit Einführung der 23-Meter-Klasse Mitte der 1990er Jahre erfolgte bei der DGzRS eine Abkehr von der für die deutschen Seenotrettungskreuzer so markanten und bewährten Rumpfform. Anstelle des Kreuzerhecks, das die achterliche Schiffsumströmung begünstigt und den Wasserwiderstand verringert(S. 98)  haben die Neubauten nun einen Deltarumpf mit einem Spiegelheck. Bei der Deltaform  ist das Heck die breiteste Stelle des Rumpfs, was das Seegangsverhalten und das Geschwindigkeitsprofil verbessert. Sie bringt mehr Kursstabilität bei Fahrt vor der See, also bei achterlichen Wellen, die von hinten anlaufen. Außerdem ist das Spiegelheck für die Rumpfform der Halbgleiter vorteilhafter und erzielt bei gleicher Motorenleistung eine höhere Endgeschwindigkeit. Erste Anwendung war bei der Fritz Behrens, deren Heck nach einer Kollision umgestaltet worden war.
Mit der 23-Meter-Klasse wurde 1996 auch das lange gebaute und typische Walfischdeck aufgegeben. Diese bei der KNRM in den 1920er Jahren eingeführte Deckserhöhung diente der schnelleren Ableitung von übergenommenem Wasser. Dafür wurde die Bugschürze höher gezogen und deutlicher ausgebildet.

### Antrieb

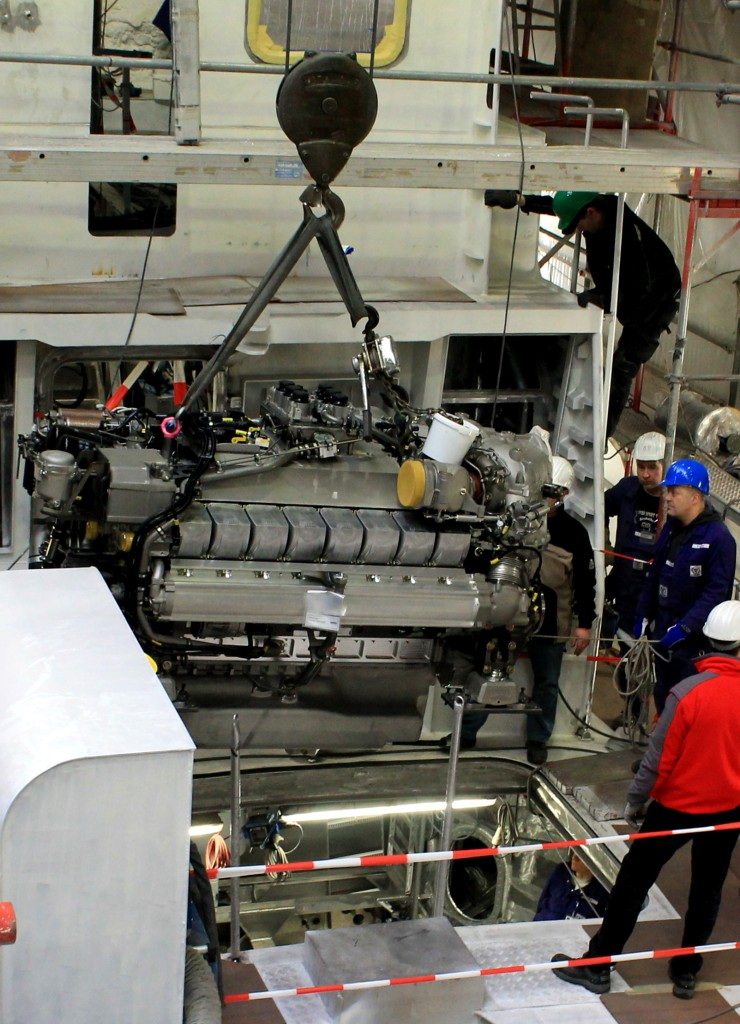
Einbau eines 16-Zylinder Schiffsdieselmotor bei der 28-Meter-Klasse

Als Motoren kommen hauptsächlich die Großdieselaggregate von MTU Friedrichshafen zum Einbau. Zur permanenten Einsatzbereitschaft und zur Schonung der Motoren werden diese während der Liegezeit im Hafen auf 40 bis 45 Grad Celsius vorgewärmt, damit sie schnell auf Hochleistung gefahren werden können. Die beiden großen Kreuzer für die Nord- bzw. Ostsee haben die bewährte 3-Maschinen-Anordnung, während die neuen Boote der 28-Meter-Klasse und der 23-Meter-Klasse nur noch zwei Hauptmaschinen aufweisen. Dagegen befindet sich in der 20-Meter-Klasse nur ein Hauptmotor, bei dessen Ausfall ein Hilfs-/Notantriebssystem hydraulisch auf den Hauptmotor geschaltet wird. Als einziger SRK besitzt die Hermann Marwede zwei voneinander getrennte, wasserdichte Maschinenräume.
In Gegensatz zu den Seenotrettungsgesellschaften der europäischen Nachbarn, die bei ihren modernen Konstruktionen Waterjets einbauen, setzt die DGzRS weiterhin auf konventionellen Antrieb über Schrauben. In der Anfangszeit besaßen die Seenotkreuzer Verstellpropeller für die Feinnavigation und den raschen Wechsel der Vortriebsrichtung. Seit den 1980er Jahren wirkt die Maschinenleistung auf Festpropeller mit schnell zu schaltenden Schiffswendegetrieben für den Fahrtrichtungswechsel. Zusammen mit den Rudern, die hinter jeder Schraube angeordnet sind, ergeben sich hervorragende Manövriereigenschaften, die durch hydraulisch betriebene Bugstrahlanlagen unterstützt werden.
Als Höchstgeschwindigkeit werden von den SRK bis zu 25 Knoten erreicht. Besonders für die Kreuzer, die im Tiefwasserbereich operieren, ist die hohe Geschwindigkeit wichtig, um jederzeit vor den Wellen fahren zu können. Ansonsten könnte das Boot  bei achterlichen Wind von den Wellen überholt werden und würde wie beim Surfen auf der Welle reiten. Dies führt zu einem instabilen Zustand mit Einschränkungen der Steuerbarkeit.
Zusätzliche Dieselmotoren dienen als Hilfsaggregate und treiben im Regelfall die Generatoren für die Stromversorgung des gesamten Kreuzers. Alternativ können die Motoren auf eine Hydraulikpumpe geschaltet werden, um die Bugstrahlruder und/oder die Feuerlöschpumpe anzutreiben. Bei den Kreuzern mit nur einem Motor dienen sie im Notfall als Hilfsantrieb. Bei den drei großen Kreuzern der 44-Meter-Klasse konnten die Hilfsmotoren für Schleichfahrten auf die beiden Seitenantriebsstränge eingekuppelt werden.

### Decksaufbau

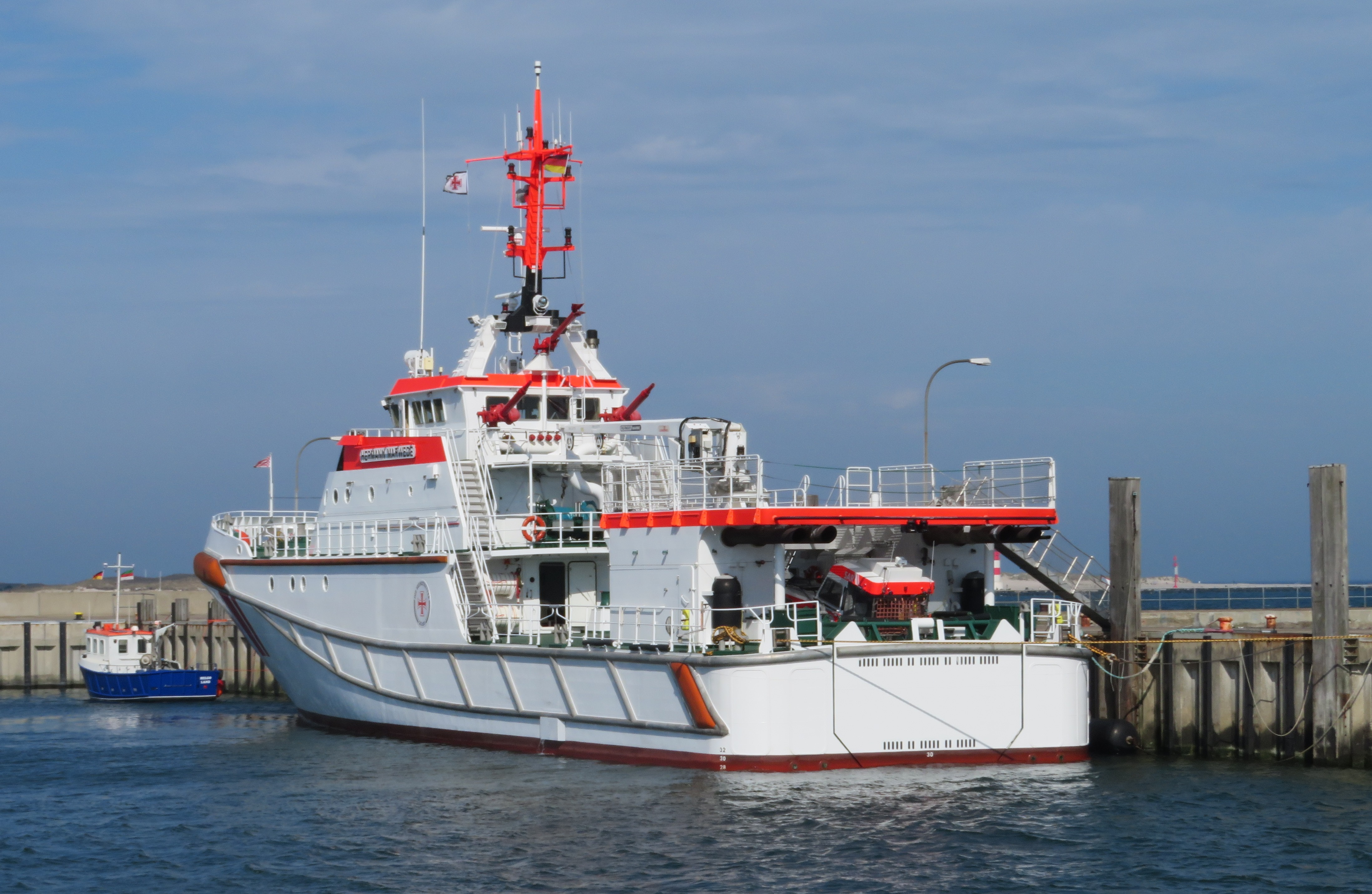
Hubschrauber-Arbeitsdeck im Heck der 46-Meter-Klasse

Die lange Jahre über dem Steuerdeck befindlichen offenen Steuerstände werden seit den 2000er Jahren nicht mehr gebaut. Zusammen mit dem unteren Fahrstand sind sie einer übersichtlichen Kommandobrücke gewichen. Grundlage ist eine Richtlinie des Schiffssicherheitsausschusses (MSC) der Internationalen Seeschifffahrtsorganisation (IMO) zur ergonomischen Gestaltung von Kommandobrücken. Danach sollen alle Fenster der Brücke in der vertikalen Ebene um nicht weniger als 10° und nicht mehr als 25° nach außen geneigt sein, um Reflexionen zu vermeiden. Dadurch haben die neuen Kreuzer ihr charakteristisches Aussehen mit Ecken und Kanten erhalten. Gleichzeitig wird mit der vollkommen geschlossenen Brücke die Besatzung und die installierte Technik vor Wind und Wellen auch bei extremen Wetterlagen geschützt.

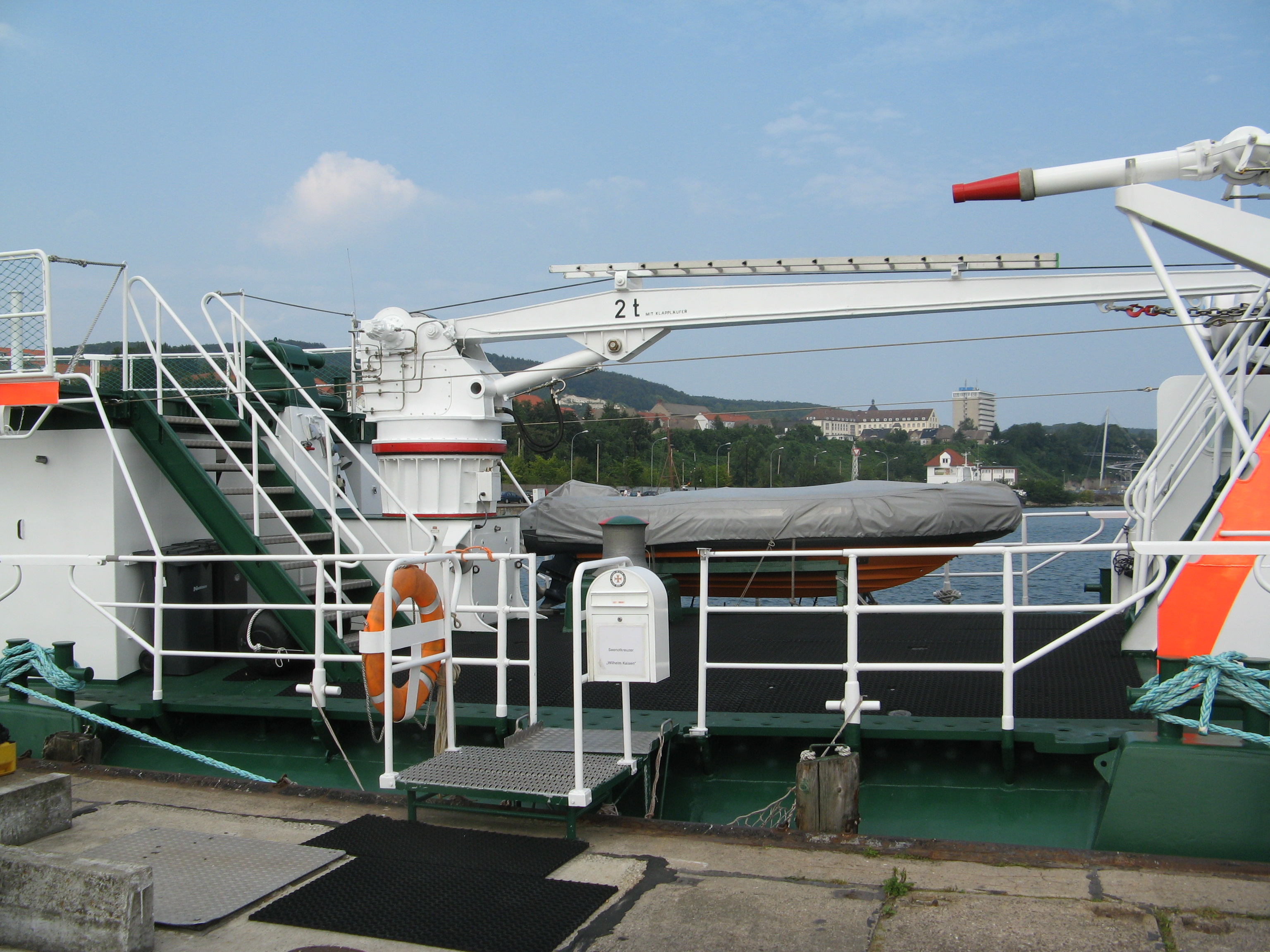
SAR-Deck der 44-Meter-Klasse

Das Hauptdeck oder auch SAR-Deck genannt liegt meist direkt unter dem Brückendeck und dient der Aufnahme von geretteten Personen. Ein zentral gelegener Mehrzweckraum wird im Einsatzfall mit Verletzten zum Bordhospital. Hier ist auch Platz zur gesicherten Unterbringung von Korbtragen. Im Eingangsbereich des Hauptdecks wird die persönliche Schutzausrüstung (PSA) für die Besatzung (z. B. Überlebensanzug) und deren weitere Ausrüstung bereitgehalten. Ansonsten befinden sich auf der Ebene die Aufenthaltsräume der Besatzung mit den Sanitäreinrichtungen, der Messe und der Kombüse, da sich die Besatzung für zwei Wochen auf dem Kreuzer selbst versorgen muss. Im hinteren Teil des Schiffs lagert einsatzbereit das Tochterboot in der Heckwanne. Nur bei den beiden großen SRK befindet sich über der Heckwanne ein Hubschrauberarbeitsdeck, wodurch das Aufwinschen bzw. Absetzen von Personen vereinfacht wird.
Das Unterdeck nimmt im Wesentlichen die Maschinenanlage mit allen Hilfsaggregaten für Antrieb und Steuerung auf. Auch die Klimaanlage und ein Atemluftkompressor sind dort untergebracht. Eine Hauptschalttafel oder ein Maschinenkontrollraum gestattet die direkte Überwachung und Schaltung aller Aggregate vor Ort. Unter der Wanne des TB ist im Heckbereich die Steuerung der Rudermaschine für die Ruderblätter eingebaut. Im Mittelteil unter dem Aufbau befinden sich die einzelnen Ruheräume für jedes der Besatzungsmitglieder. Das Vorschiff bzw. die Back ist ein großer Stauraum für alle notwendigen Einsatzmittel, die nicht dauernd gebraucht werden.
Bei der 20-Meter-Klasse ist anstelle der Einzelkammern im Unterdeck eine kleine Kombüse und ein Aufenthaltsraum untergebracht. Dort kann sich die Besatzung bei Bedarf ausruhen und verpflegen, da während der Liegezeit der Aufenthalt im Stationsgebäude an Land erfolgt. Die Hermann Marwede hat als einziges Schiff ein Zwischendeck über dem Hauptdeck.

## Personelle und technische Ausstattung

### Brücke und Besatzung

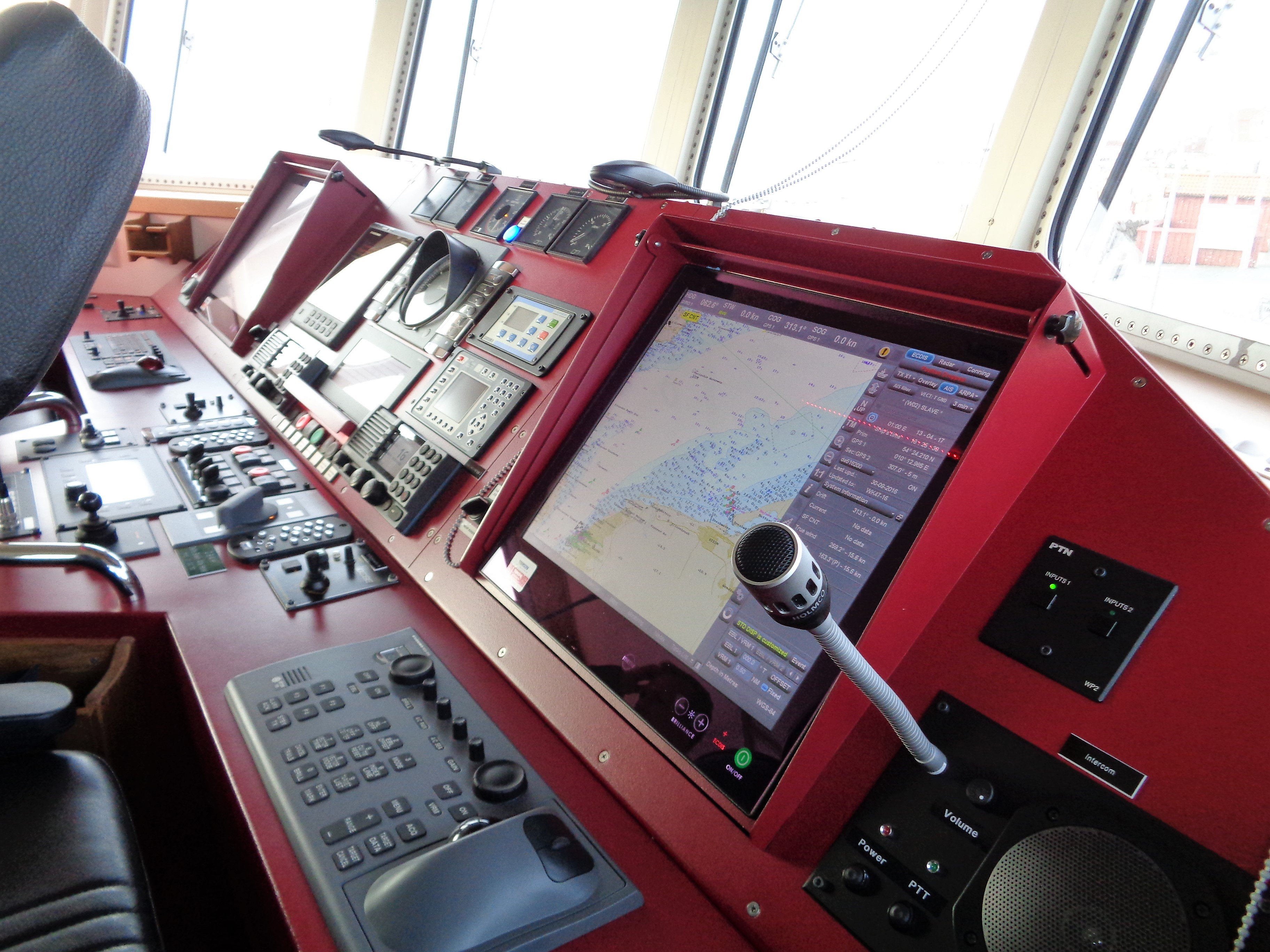
Fahrstand für Vormann und Navigator auf der 28-Meter-Klasse

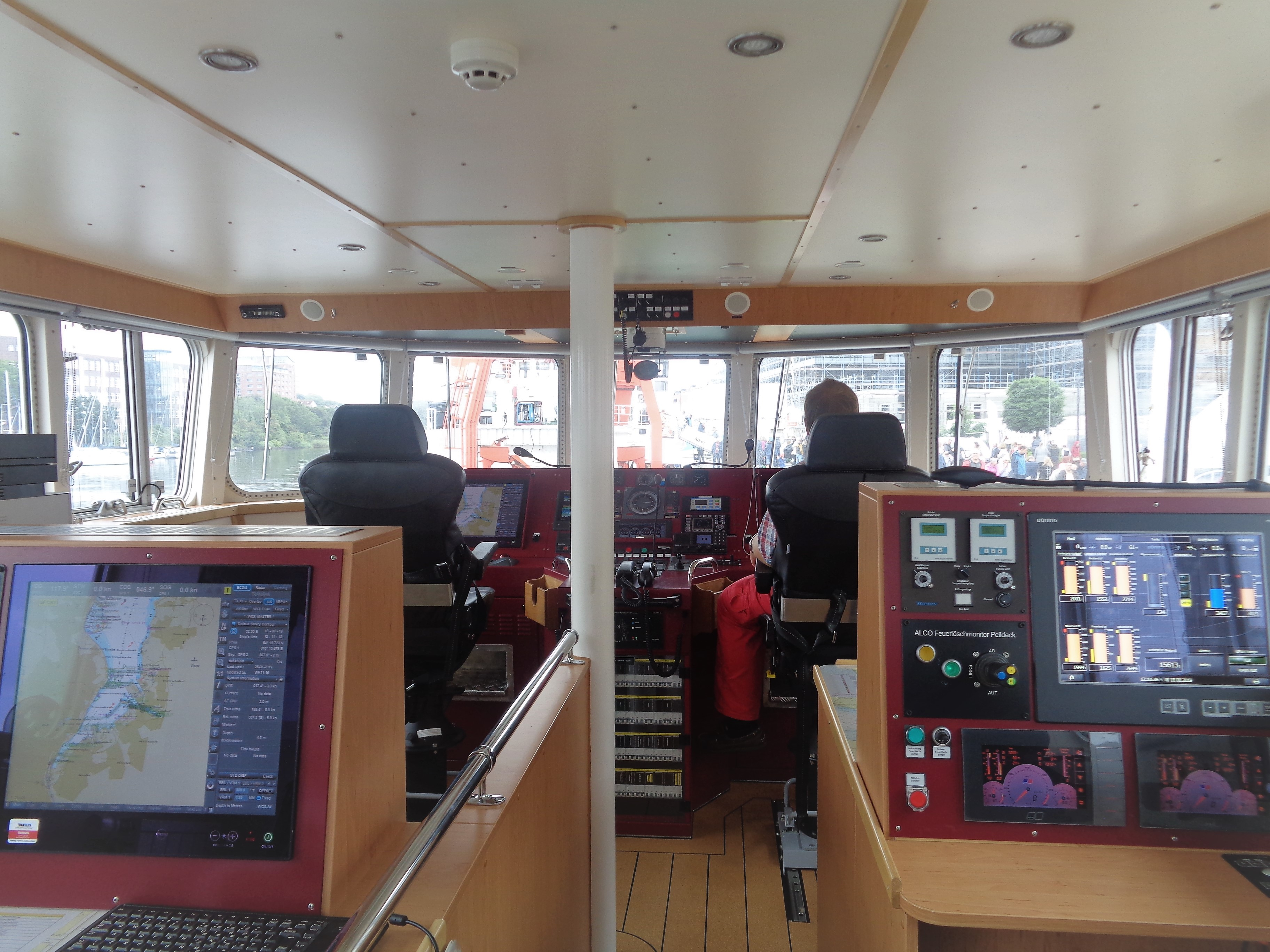
Brückendeck mit Platz für Maschinist und OSC

Je nach Größe des Kreuzers besteht die Besatzung aus drei bis sieben Personen. Dabei kann jedes Mitglied alle wichtigen an Bord anfallenden Funktionen bzw. Arbeiten durchführen. Im Bedarfsfall werden Freiwillige der jeweiligen Station mitgenommen. Im Einsatz nehmen alle Besatzungsmitglieder ihre festen Arbeitsplätze auf der Brücke ein, da bei allen aktuellen Neubauten auch der Maschinist von dort aus die Überwachung und Schaltung der gesamten Maschinenanlage vornehmen kann.
Die Steuerung und Navigation des Kreuzers erfolgt durch den Vormann und den Navigator, die an den zwei Steuerständen an der Frontseite der Brücke ihre Plätze einnehmen. Bei längeren Anfahrten erleichtert diese Tätigkeiten eine Selbststeueranlage, die an die Kreiselkompassanlage angeschlossen ist. Hinter den beiden Steuerständen ist als Rückfallebene ein traditioneller Kartentisch vorhanden, falls die eingebaute Technik versagen sollte. Im hinteren Bereich ist der Platz für den Maschinisten, der auch den Feuerlöschmonitor bedient und solche Einsätze mit Hilfe einer Kamera verfolgen kann. Die größeren Kreuzer besitzen einen weiteren Arbeitsplatz, der für den On-Scene-Coordinator (OSC) vorgesehen ist, der bei einem größeren Seenotfall als Einsatzleiter vor Ort alle Rettungsaktivitäten der beteiligten Schiffe und Flugzeuge koordiniert. Die übergeordnete Einsatzleitung erfolgt aber durch die Seenotleitung Bremen.
Auf der Brücke steht in jedem Fall eine umfangreiche Ausrüstung für Navigation, Funk und ggf. Datenfernübertragung zur Verfügung, die bei wichtigen Geräten auch mehrfach verbaut ist. Bei den regelmäßigen Werftaufenthalten und Revisionen wird diese Ausstattung den aktuellen Gegebenheiten angepasst. Selbstverständlich sind alle Schiffe mit den üblichen Geräten zur Eigensicherheit für Schiff und Besatzung ausgestattet. Auch auf den Tochterbooten sind die wichtigsten dieser Geräte zu finden. Je nach Größe und Einsatzspektrum des SRK (z. B. Operationen außerhalb der Reichweite von Küstenfunkstellen) sind an Bord zu finden:
- Radar bzw. ARPA-Anlage
- Differential Global Positioning System (D-GPS)
- Automatic Identification System (AIS)
- Tiefenmesser für Flachwasser
- Funkanlagen mit DSC für UKW-GMDSS und Grenzwelle
- Funkanlagen für Behördenfunk (BOS) und Flugfunk
- automatischer Funkpeiler
- Datenübertragung für Grenz- und Kurzwelle (Pactor-Anlage)
- NAVTEX und Fax
- Satellitentelefon, Mobiltelefon und GMDSS-Handsprechfunkgeräte
- Notfunkbaken (EPIRB/PLB)
- Search and Rescue Radar Transponder (SART)

Besonderheit der DGzRS-Flotte ist die SAR-Com-Anlage für den internen Betriebsfunk. Mit Hilfe von festen Relaislandstationen auf exklusiver Funkfrequenz kann jederzeit in UKW-Sprachqualität mit der Seenotleitung Bremen gesprochen werden. Damit stehen alle Einheiten in ständiger Verbindung mit der Einsatzleitstelle in Bremen und sichern damit die Einsatzbereitschaft.
An jedem Arbeitsplatz steht im direkten Sichtfeld eine Multifunktionsanzeige (Kartenplotter) zur Verfügung, die nach Bedarf verschiedene Informationen darstellen kann. Standardanzeige ist die elektronische Seekarte (Electronic Chart Display and Information System), auf der mit Hilfe des D-GPS die aktuelle Situation im umgebenden Seeraum mit dem Verlauf des eigenen Kurses sichtbar gemacht wird. Alternativ kann das ausschließliche Radarbild angezeigt werden oder es werden die empfangenden Radarsignale in Overlaytechnik auf der Seekarte halbtransparent eingeblendet. Als weitere Informationen lassen sich die Schiffsdaten aus dem AIS und die Wassertiefen des Echolots im Bild einfügen.
Für die direkte Beobachtung der Umgebung können auf den Displays die Bildsignale der fest installierten Kameras angezeigt werden, die auch den Motorenraum abdecken. Eine drehbare Infrarot-Kamera liefert auch bei Dunkelheit sichtbare Informationen der Umgebung. Starke ferngesteuerte Scheinwerfer unterstützen bei Nacht die Suche nach Personen und Objekten im Wasser.

### Rettungsausrüstung und Bordhospital

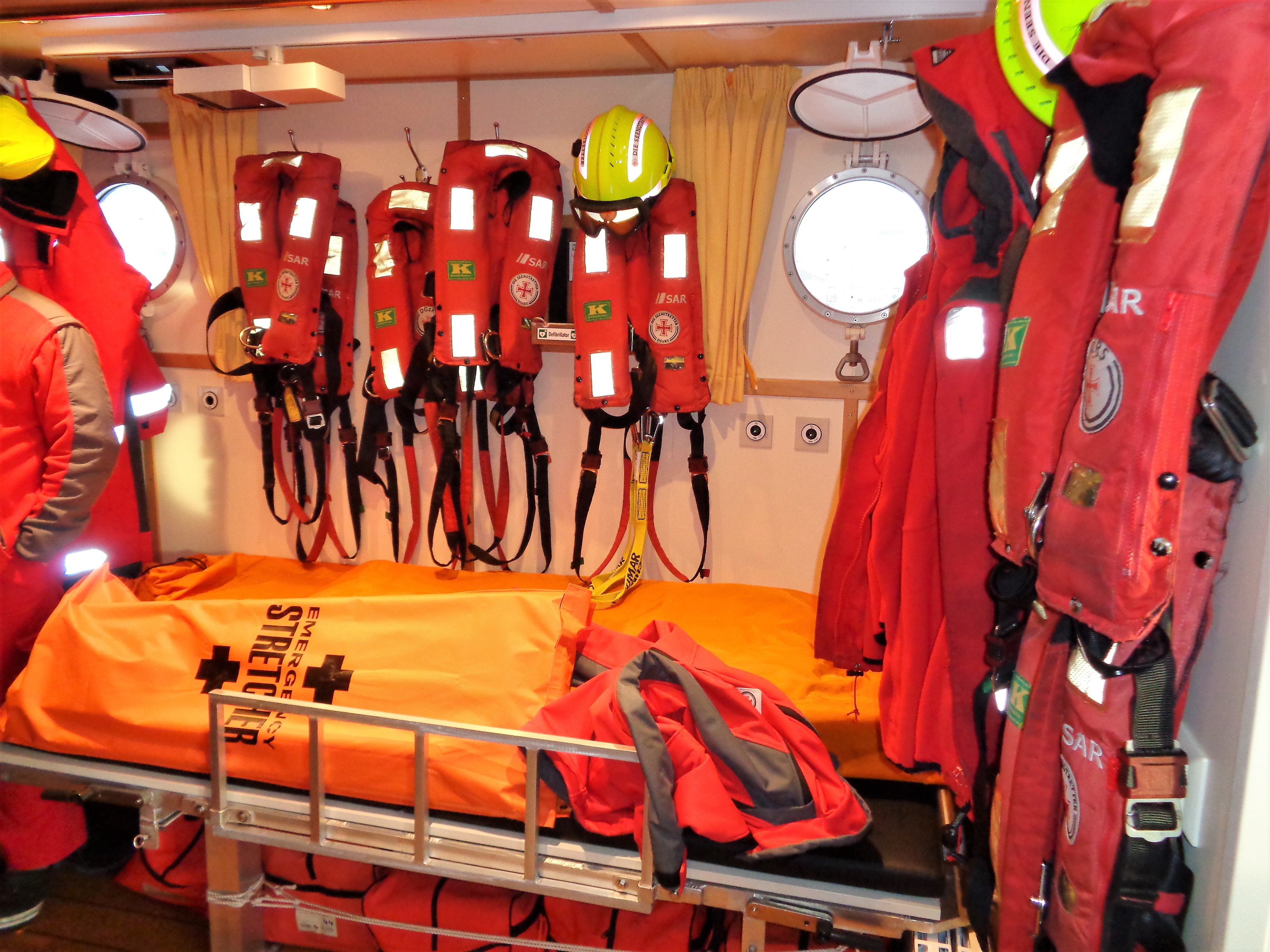
Rettungsmaterial im Bordhospital der 28-Meter-Klasse

Für Flachwassereinsätze und zur Aufnahme von im Wasser befindlichen Personen wird im Regelfall das Tochterboot eingesetzt. Wie die Seenotrettungsboote der DGzRS besitzen diese in Höhe der Wasserlinie eine Bergungspforte. Darüber können Personen ins Boot geholt werden ohne sie aufrichten zu müssen, um dadurch den Bergungstod zu verhindern. Bei Abwesenheit des TB können Personen auch über das abgesenkte Heck geborgen werden, wozu ein aufblasbarer Rettungssteg in der Heckwanne ausgelegt wird. Dieser kommt auch bei Rettungsaktionen auf Sandbänken zum Einsatz. Daneben sind für die Personenrettung verschiedene Hilfsmittel an Bord, um diese sicher und unfallfrei aus dem Wasser zu bergen. Zum Liegendtransport sind Schleifkorb- und Schaufeltragen – teilweise auch mit Vakuummatratzen – vorhanden, die durch kompakte Abmessungen auch bei beengten Verhältnissen eingesetzt werden können.
Zentraler Punkt zur Versorgung aufgenommener Personen ist das Bordhospital, das für lebensrettenden Maßnahmen wie ein Landrettungswagen mit einer Behandlungsliege ausgerüstet ist. Ein Notarzt findet dort alle wichtigen medizinischen Geräte und eine Vielzahl an Notfallmedikamenten. Neben EKG, Defibrillator, Vakuummatratze und Sauerstoff-Beatmungsgerät können teilweise die Vitaldaten per Telemetrie an Land übertragen werden. Sind die Seenotretter auf sich allein gestellt, können sie die funkärztliche Beratung TMAS in Anspruch nehmen, wozu am Krankenhaus in Cuxhaven Intensiv- und Notfallmediziner jederzeit in Bereitschaft stehen. In der Zusammenarbeit können die Retter auf verschiedene Notfallkoffer zurückgreifen, worin sich farbig und mit Buchstaben/Zahlen markiert Notfallmedikamente befinden. Für mobile Einsätze ist ein Notfallrucksack an Bord, der auch beim TB zur Ausrüstung gehört.
Die beiden großen Kreuzer für die Nord- bzw. Ostsee sind für Großeinsätze bei Fährunglücken oder Havarien von Passagierschiffen ausgelegt und gestatten die Aufnahme einer größeren Anzahl von Personen. Für die Rettungs- und Hilfseinsätze besitzen diese Kreuzer einen Kran, um notwendiges Material an und von Bord heben zu können.

### Ausrüstung für Hilfeleistungen

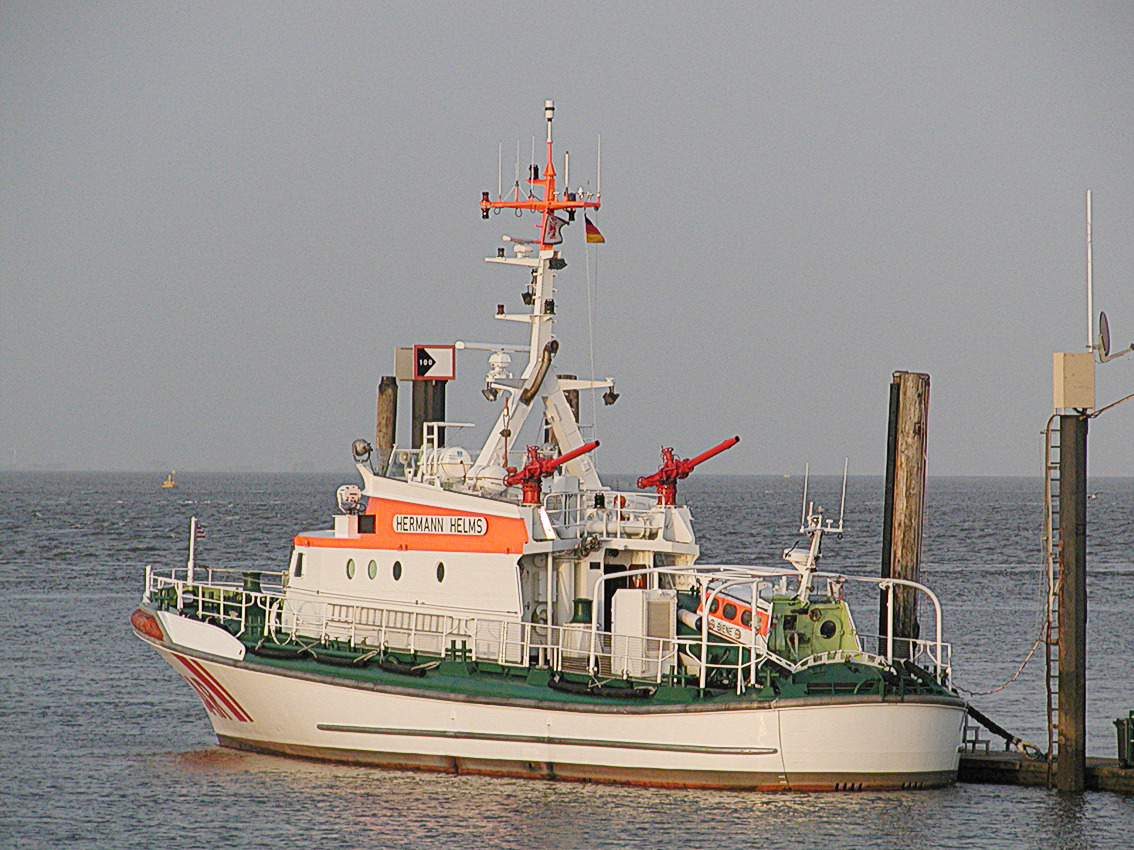
Feuerlöschmonitore bei der Berlin-Klasse (27,5-Meter)

Für technische Hilfeleistungen hat jeder SRK einen stabilen und im Aufbau fest verankerten Schlepphaken verbaut sowie das zugehörige Schleppleinengeschirr an Bord. Die Tragfähigkeit (SWL) der Haken reicht von 5–7 Tonnen bis zu 15 bzw. 25 Tonnen bei den beiden großen Kreuzern. Letztere verfügen für Schleppeinsätze zusätzlich über eine Schleppwinde mit einer 250 Meter langen Trosse. Zur Herstellung einer ersten Leinenverbindung hat jeder Kreuzer ein pneumatisches Leinenwurfgerät (PLT) an Bord. Die Projektile lagern in der Back und können mit hoher Treffgenauigkeit über 200 Meter weit verschossen werden.
Zur Bekämpfung von Schiffsbränden besitzen alle Kreuzer eine Feuerlöscheinrichtung mit mindestens einem Löschmonitor. Bei der 28-Meter-Klasse kann die eingebaute Feuerlöschpumpe 220 m³ pro Stunde oder rund 60 Liter pro Sekunde bis zu 80 Meter werfen. Die Förderleistungen bei den beiden großen Kreuzern sind deutlich höher und betragen 600 bzw. 2.500 m³ pro Stunde und erreichen Wurfweiten von weit über 100 Meter. Bei Bedarf kann bei allen SRK dem Löschwasser auch ein Schaummittel zugemischt werden. Schläuche unterschiedlicher Länge und die zugehörigen Armaturen wie Strahlrohre und Verteiler für die Größen B und C ergänzen die Löschausstattung.
Für die Hilfe bei gekenterten oder Leck geschlagenen Booten und Schiffen stehen mobile Bergungs- und Lenzpumpen zur Verfügung. Über lange Elektrokabel können die Pumpen auch bei Schleppeinsätzen vom Kreuzer aus versorgt werden. Zur Unterstützung der Schwimmfähigkeit der Havaristen sind Lecksegel und Bergungsluftkissen in der Vorpiek vorrätig. Dort sind auch die weiteren Materialien zur Deckssicherung und verschiedene Fender seefest gestaut.

## Entstehungsgeschichte
Die Entwicklung der SRK begann Anfang der 1950er Jahre. Aufbauend auf den Erfahrungen mit den Motorrettungsbooten (MRB) begann man sich bei der DGzRS Gedanken zu einem "Motorrettungsboot der Zukunft" zu machen. Abgeleitet vom Wandel im Seeverkehr zu immer größeren Schiffen und Schifffahrtswegen weitab von den Küsten wurden neue Anforderungen formuliert, die auch dem technischen Fortschritt im Schiffsbau und der Motorenentwicklung Rechnung trugen:(S. 14)
- unbegrenzte Seetüchtigkeit auch bei extrem schlechtem Wetter
- mindestens die doppelte Geschwindigkeit der bisherigen Boote
- Einsatz sowohl in tiefen als auch flachen See- und Küstengewässern

Besonders die Forderung nach Erhöhung der Geschwindigkeit machte den Fachleuten erhebliche 'Kopfschmerzen', da mit den bisher gebauten Verdrängern das Ziel nicht zu erreichen war. Erst die gezielte Zusammenarbeit von DGzRS, Werftindustrie und dem Ingenieurbüro Maierform in Verbindung mit intensiven Modellversuchen brachte die neue Rumpfform mit der charakteristischen Linienführung hervor, die bei allen Konstruktionen der SRK in der Folgezeit zu finden ist. Auf Initiative des nautischen Inspektors der DGzRS Kapitän John Schumacher wurde die Idee entwickelt, im Huckepack-Verfahren (engl. Piggyback) ein kleineres Boot ständig mitzuführen, um auch in Flachwassergebieten operieren zu können. Das war die Geburtsstunde für das System Tochterboot, mit dem heute alle SRK der DGzRS ausgestattet sind.

### VersuchskreuzerBremen

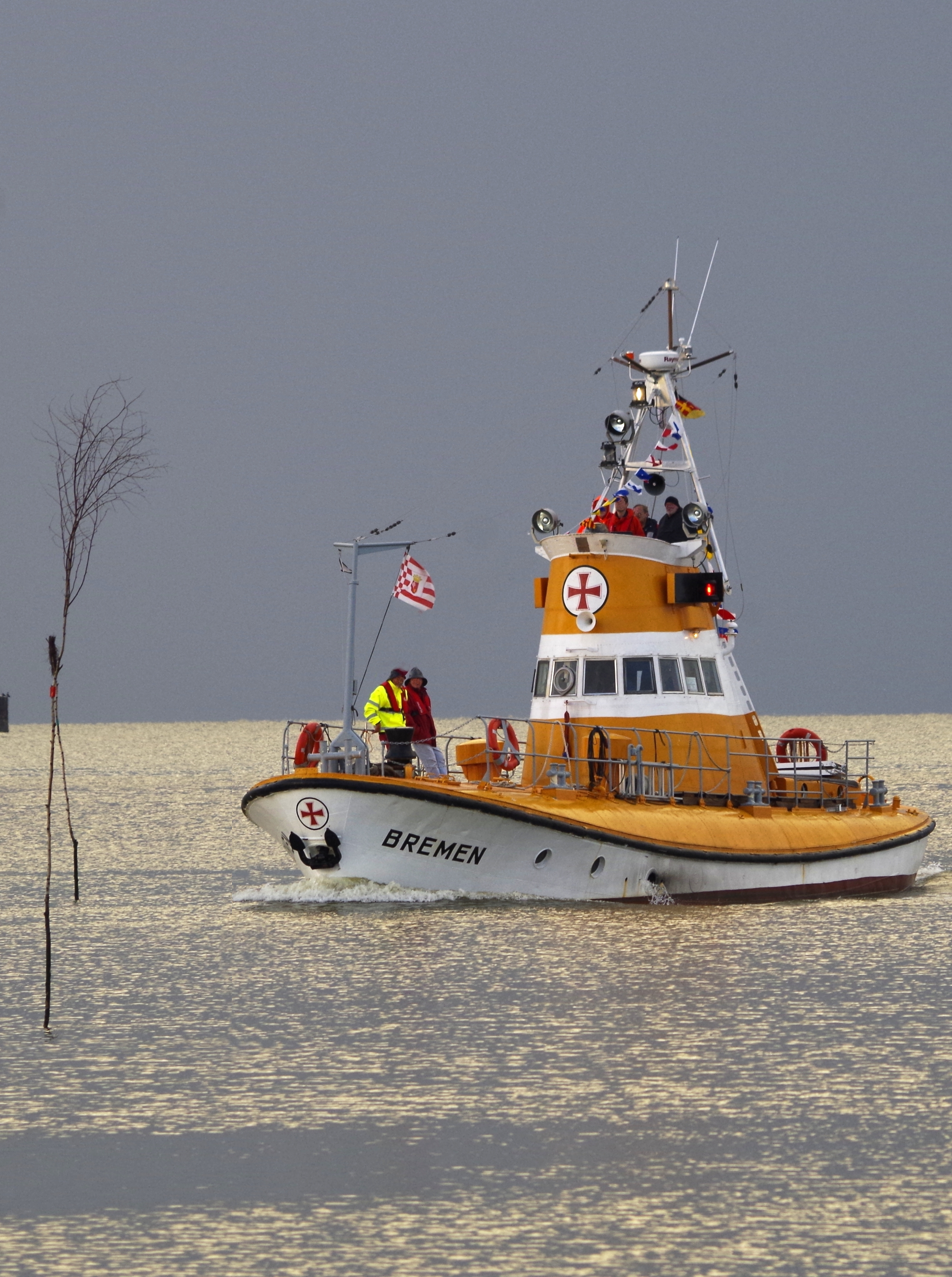
Versuchskreuzer BREMEN

Da es für eine solche neuartige Konstruktion keine Vorbilder gab, beschloss man zunächst, das außer Dienst stehende Motorrettungsboot BREMEN (III) als Versuchsträger umzubauen. Um Gewicht zu sparen, wurden auf dem alten Stahlrumpf die neuen Aufbauten über Wasser aus Leichtmetall ausgeführt. Damit betrat man Neuland, denn für eine Dauerhaftigkeit musste eine wirkungsvolle Abschirmung beider Materialien gegenüber Kontaktkorrosion berücksichtigt werden. Beim  Umbau bekam die Bremen schon die wesentlichen Merkmale der zukünftigen SRK: Walfischdeck, Turmaufbau und ein Tochterboot. Als erstes Schiff der DGzRS war die BREMEN ein Selbstaufrichter. Jedoch war man trotz Einbau von zwei neuen Dieselmotoren noch weit von der angepeilten Höchstgeschwindigkeit entfernt, da der alte Stahlrumpf aus hydrodynamischen Gründen keine höheren Geschwindigkeiten zuließ. Der Umbau war 1953 abgeschlossen und die folgende umfangreiche Versuchsphase zeigte vollkommen die in sie gesetzten Erwartungen.(S. 21)

### Erster NeubauHermann Apelt

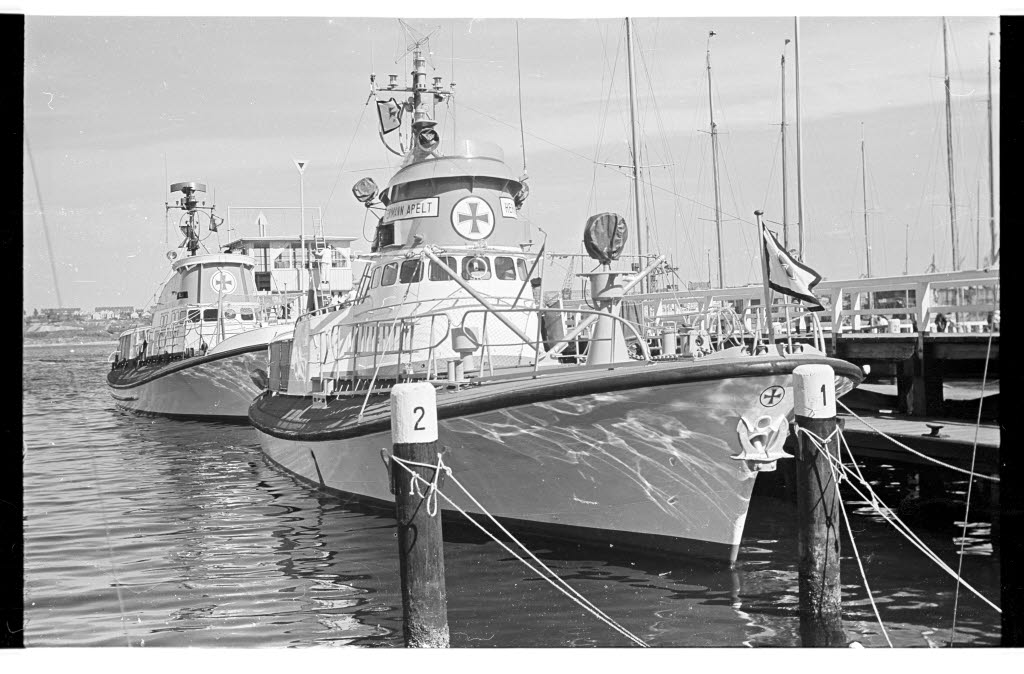
Die Kreuzer HERMANN APELT und THEODOR HEUSS (dahinter)

Mit den Erfahrungen aus dem Betrieb der BREMEN ging man an den ersten Neubau eines "Seenotrettungskreuzer der neuen Generation", bei dem auch das Konzept der neuen Rumpfform konsequent umgesetzt werden konnte. Die Kombination aus Verdränger und Gleiter sowie dem Kreuzerheck mit integrierter Heckklappe zum Aussetzen und Wiederaufnehmen des Tochterbootes sollte Vorbild für alle folgenden SRK werden. Mit 21,5 Meter Länge wurde die HERMANN APELT das seinerzeit längste Schiff der Flotte.
Die drei Dieselmotoren von Maybach mit insgesamt 1600 PS reichten jetzt schon für 17 Knoten Fahrt. Dabei wirkte ein kräftiger Mittelmotor auf einen Festpropeller und die beiden kleineren Seitenmaschinen auf separate Verstellpropeller. Zusammen mit den 3 Ruderblättern hinter den Schrauben zeigte sich eine ausgezeichnete Manövrierbarkeit des Neubaus. Dieses Motor-Antriebs-Konzept wurde bei den weiteren Neubauten beibehalten.
Der Kreuzer blieb ein Einzelstück, da sich aus den Rettungseinsätzen ein Verbesserungsbedarf ergab. Besonders die Höchstgeschwindigkeit von 17 Knoten, die erst nach einem Umbau und der Entfernung des TB erreicht wurde, genügte nicht.

### Die erste Bauserie

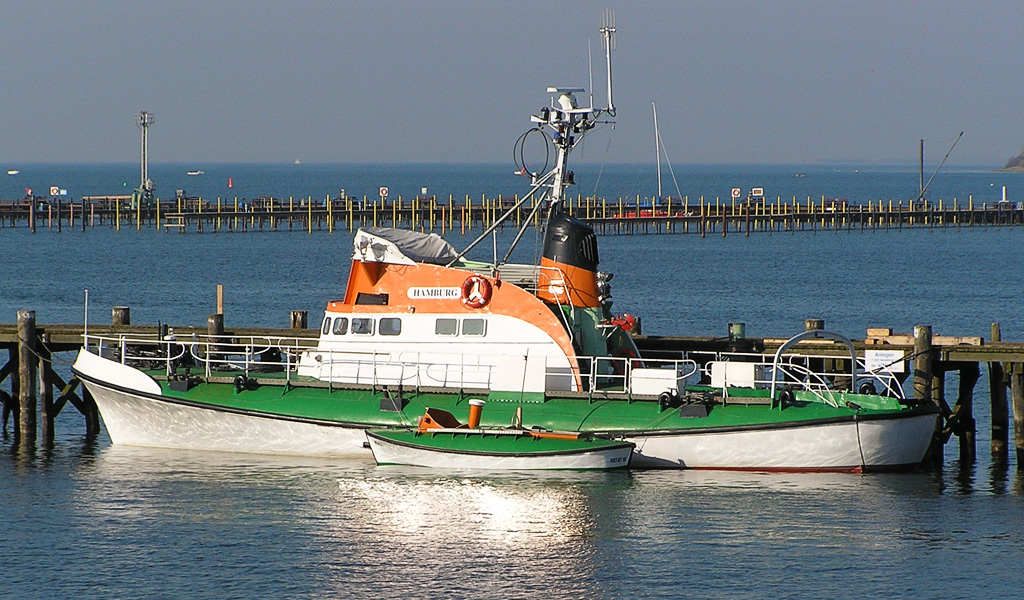
Kreuzer der Theodor-Heuss-Klasse

Die mit beiden Konstruktionen gesammelten Erkenntnisse flossen nun in den nochmals überarbeiteten Entwurf ein. Und damit gelang der Durchbruch und der Beginn einer neuen, wegweisenden Ära im Bau moderner, vielseitig einsetzbarer Seenotrettungskreuzer. Die völlige Integration und Vergrößerung des verschließbaren Turmaufbaus brachte die höchstmögliche technische Sicherheit für die Besatzung im Kenterfall. Durch die nochmalige Verlängerung auf 23,2 Meter und mit den drei Maschinen mit insgesamt 1750 PS konnten nun auch die geforderten 20 Knoten Fahrt realisiert werden. Als erstes Boot und damit Typschiff seiner Klasse wurde 1957 die THEODOR HEUSS in Dienst gestellt, die seinerzeit ein viel beachteter innovativer Schiffstyp war. Ihr folgten bis 1960 noch 3 weitere Neubauten.

## Die Entwicklung bis zum Jahr 2000
1963

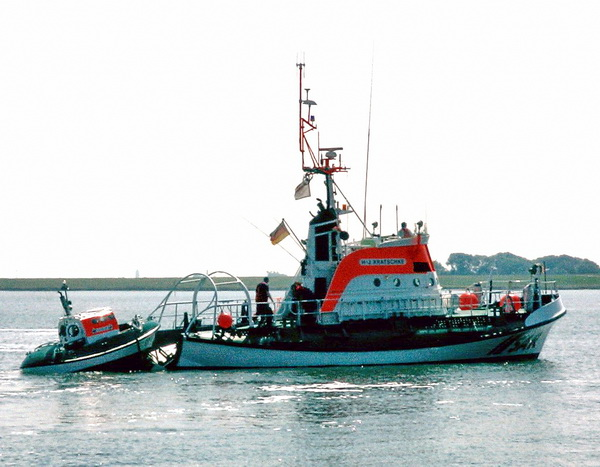
Kleiner Kreuzer der 19-Meter-Klasse von 1969

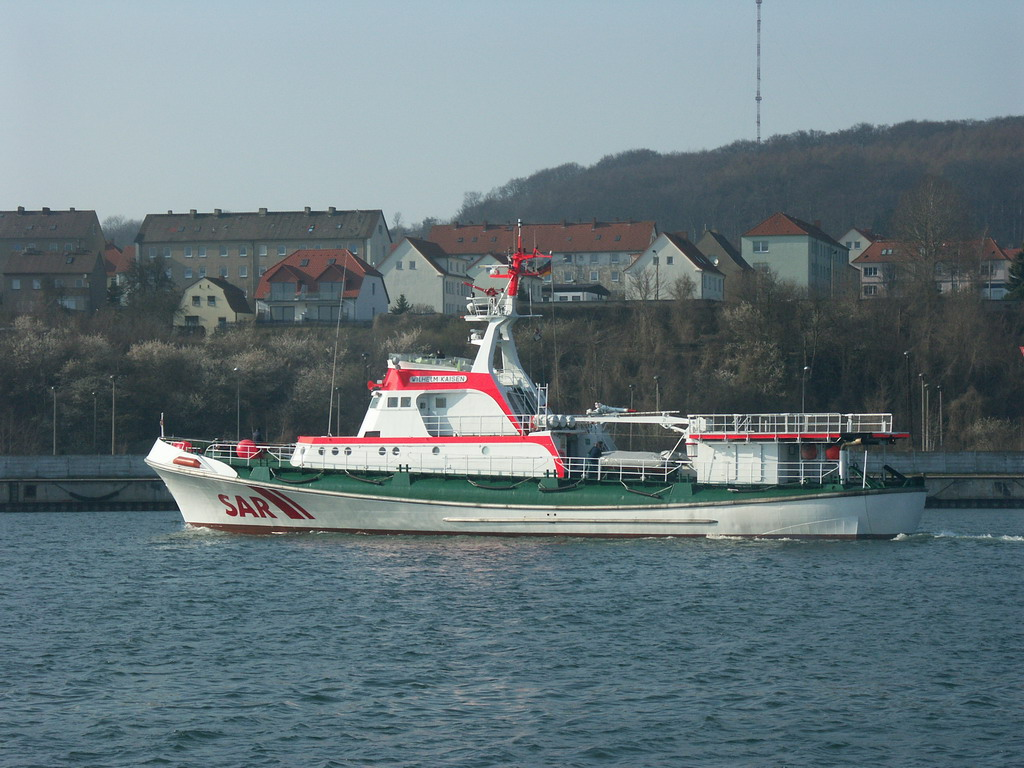
Großer Seenotkreuzer der 44-Meter-Klasse von 1975

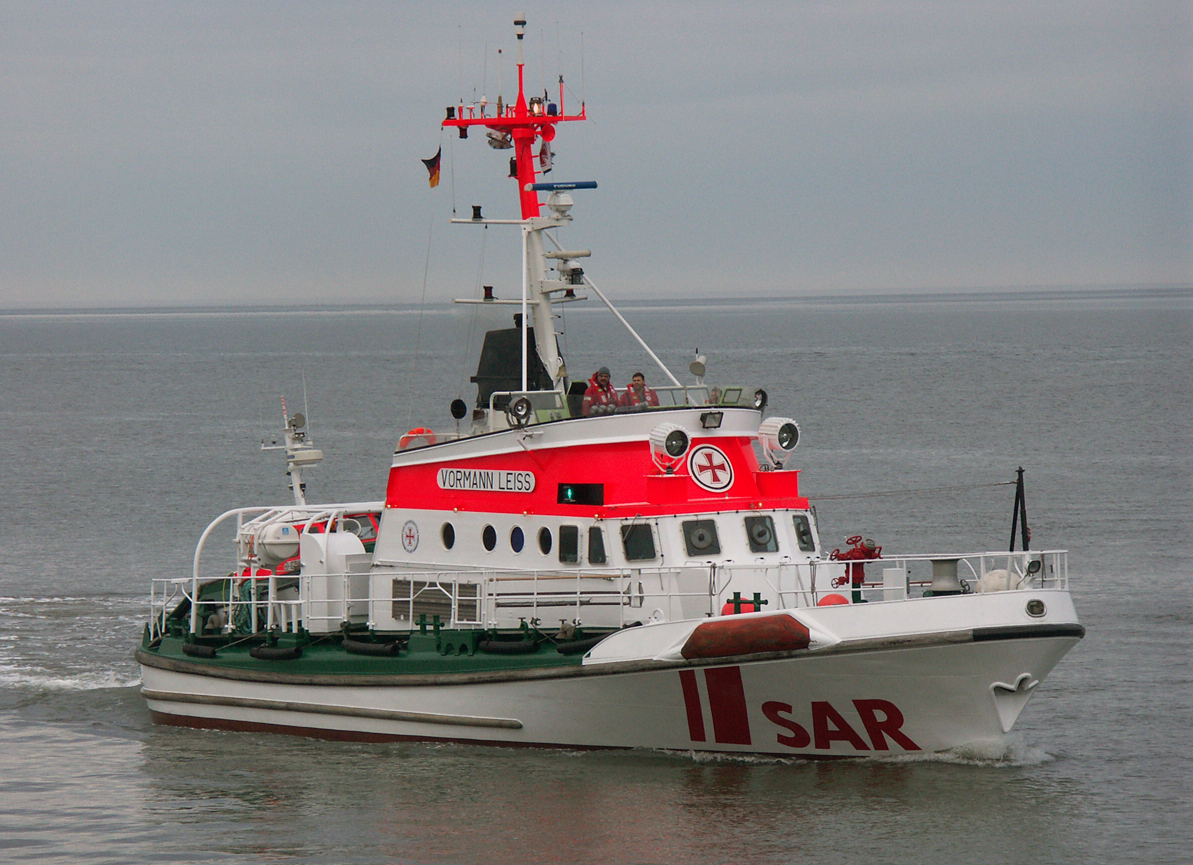
23,3-Meter-Klasse von 1985

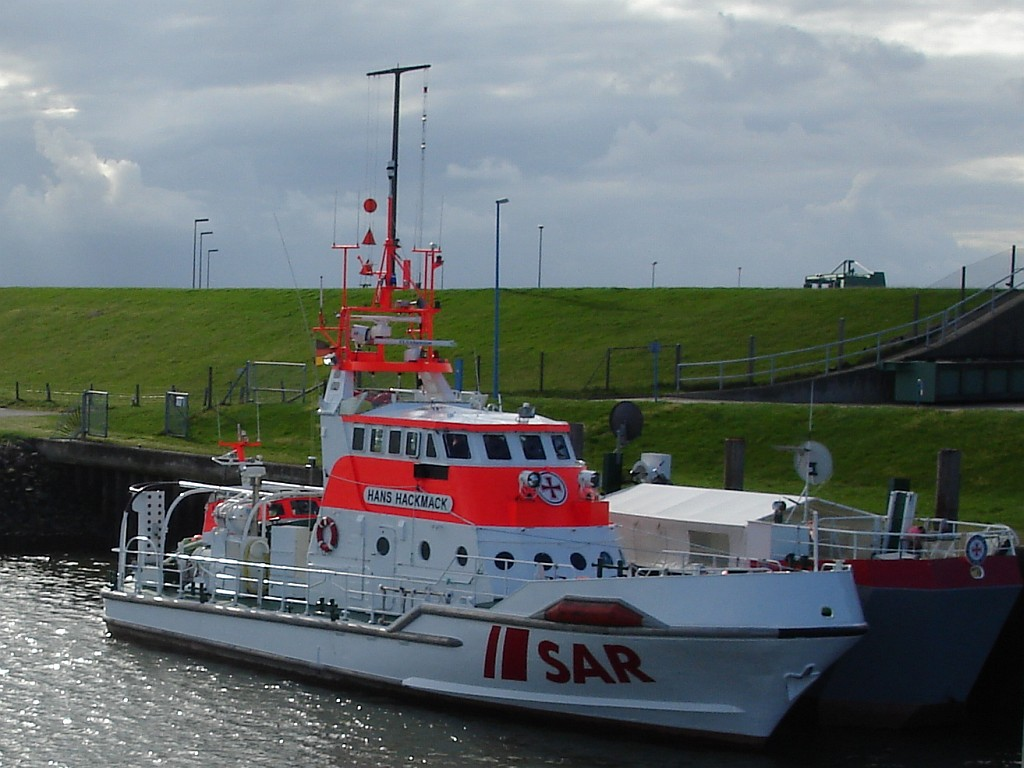
Kreuzer der 23-Meter-Klasse von 1996

Die Weiterentwicklung der SRK führte zum Bau einer neuen Serie von drei großen Kreuzern für die exponierten Stationen mit starkem Seeverkehr auf der Nordsee: Borkum, Helgoland und Cuxhaven. Mit ihrer Länge von 26,66 Metern erreichten die drei Schwesterschiffe die neue Marke von 24 Knoten als Höchstgeschwindigkeit. Sie wurden auf die Namen der Gründungsväter der DGzRS getauft.
1967
Ein weiterer Entwicklungsschritt erfolgte mit dem Bau des 17-Meter-Kreuzers PAUL DENKER, der nun vollständig aus Aluminium gefertigt war. Alle weiteren Neubauten nach ihr wurden nun ebenfalls in Aluminiumbauweise gefertigt. Das Boot war Prototyp und Testeinheit für weniger dicht befahrene Seegebiete und blieb ein Einzelstück.
1969
Als Weiterentwicklung der PAUL DENKER gelten die vier Boote der Schülke-Klasse mit 18,9 Meter Länge, die für die Sicherung der küstennahen See- und Wattgebiete notwendig wurden. Besonders in Hinblick auf die Zunahme der Aktivitäten in der Freizeit- und Sportschifffahrt galt es Vorsorge zu treffen. Entsprechend dem Einsatzzweck waren die vier Boote nur mit einem Motor ausgestattet, der für 18 Knoten Fahrt sorgen konnte.
1975
Für die Sicherung der Großschifffahrtswege hielt es die DGzRS für notwendig, in der Nordsee größere Einheiten mit permanenter Seeposition aufzustellen. Dadurch entstanden die drei Großen Seenotrettungskreuzer der 44-Meter-Klasse für den Hochsee-Einsatz, die bei Großschadenslagen eine Vielzahl an Personen auch unter Deck aufnehmen konnten, ohne den normalen Schiffsbetrieb zu beeinträchtigen. Mit der bewährten 3-Motoren-Anordnung und insgesamt über 7.000 PS (5.150 kW) erreichten die Boote bis zu 30 Knoten Geschwindigkeit. Wegen der vorgesehenen längeren Seeaufenthalte erhielten die Kreuzer eine besonders umfassende Ausrüstung zur Kommunikation, Navigation und Seenotrettung.
1980
Die noch lange im Einsatz stehenden alten Motorrettungsboote aus den letzten Kriegstagen mussten dringend ersetzt werden. Dazu wurde eine neue Serie kleiner SRK als Eiswette-Klasse (I) mit 23,3 Meter Länge aufgelegt. Die sechs gebauten Boote haben jeweils zwei Motoren und liefen rund 20 Knoten. Nach 30 Jahren im Einsatz sind alle Einheiten inzwischen außer Dienst gestellt.
1985
Nach rund 30 Jahren Dienstzeit mussten die Boote der Theodor Heuss-Klasse durch größere Neubauten ersetzt werden, deren Lücken die neue Berlin-Klasse füllte. Eine erste Serie von vier Einheiten mit 27,5 Meter Länge kam ab 1985 zum Einsatz. Es folgten 1992 noch zwei weitere Boote mit einer Länge von 28,2 Meter, die derzeit (2020) noch als einzige im Einsatz stehen. Mit drei Motoren von insgesamt rund 3.200 PS (2.350 kW) können die SRK 23 Knoten erreichen.
1996
Die 23-Meter-Klasse ist die erste Bauserie mit Deltarumpf und Spiegelheck sowie zwei Hauptmotoren. Weitere Neuerung der vier gebauten Einheiten ist der geschlossene obere Fahrstand, der in Kombination mit einer Gasschutzanlage den Gasschutzbetrieb ermöglicht. Diese auch Zitadellenbetrieb genannte Bauweise wurde allerdings nur bei dieser Klasse gewählt. Er soll die Besatzung vor Gefährdungsstoffen eines havarierten Schiffes schützen. Seit Oktober 2021 werden zwei Kreuzer der Serie als 'Springer' ohne feste Station eingesetzt und vertreten die 'stationierten' Einheiten bei einem der regelmäßigen Werftaufenthalten.

## Die neue Generation ab 2000
2003
Erstes Schiff der neuen Generation war die HERMANN MARWEDE für die exponierte Seeposition Deutsche Bucht. Als Ersatz für die 30 Jahre alten Großen Seenotrettungskreuzer stellt sie heute mit 46 Meter Länge den größten Seenotrettungskreuzer der Welt dar. Die drei Maschinen mit über 9.000 PS (6.600 kW) bringen das Schiff auf 25 Knoten Fahrt. Als einziges Schiff dieser Klasse besteht die Stammbesatzung aus sieben Personen.
2008
Zum Einsatzende der Eiswette-I-Klasse musste Ersatz gefunden werden, um die küstennahen Bereiche mit geringen Wassertiefen abzudecken. Mit Optimierung der Rumpfform der 19-Meter-Klasse von 1969 gelang eine moderate Steigerung der Geschwindigkeit auf 22 Knoten bei gleichzeitigem Erhalt der guten Seetüchtigkeit. Mit einem Tiefgang von 1,30 Meter sind die Einheiten der Eiswette-II-Klasse ideal für die Watten- und Boddengebiete der deutschen Küsten. Bisher sind sechs Boote dieses Typs mit einem Hauptmotor im Einsatz. Als einzige Klasse besitzen die Fahrzeuge kein klassisches TB mit Kajüte, sondern ein offenes Arbeitsboot.
2012
Auch der Große Seenotkreuzer auf der Ostsee musste ausgemustert werden und als Ersatz kam das Einzelstück der 36,5-Meter-Klasse: die HARRO KOEBKE. Mit insgesamt 6.500 PS schieben die drei Maschinen den SRK auf 25 Knoten. Auf der Kommandobrücke ist ausreichend Platz für die gesamte Stammbesatzung von fünf Personen, die von dort aus sämtliche Funktionen steuern und überwachen können.
2015
Für die in die Jahre gekommenen SRK der Berlin-Klasse wurde die 28-Meter-Klasse ganz neu konzipiert und in Anlehnung an die HARRO KOEBKE konstruiert. Die mit zwei Motoren von fast 4.000 PS (2.900 kW) ausgestatteten Schiffe erreichen 24 Knoten Fahrt. Wie ihre Vorgänger-Klasse werden sie von einer vier Mann starken Stammbesatzung gefahren. Bisher stehen sechs dieser Boote im Einsatz.
2025
Im Jahrbuch 2025 gab die DGzRS die Entwicklung einer 24-Meter-Kreuzerklasse bekannt, für die im September 2024 schiffbautechnische Untersuchungen stattgefunden hatten. Die neuen Kreuzer werden die bewährte Rumpfkonstruktion aus Aluminium in Deltaform erhalten, wobei zum ersten Mal ein schlanker Wulstbug zum Einsatz kommt, der schon bei Konstruktionen aus Frankreich bei der ORC-190-Klasse zu finden ist. Die neue Klasse ist als Ersatz für die beiden letzten und ältesten Kreuzer aus der 27,5-Meter-Klasse vorgesehen. Die geringere Länge ergibt sich aus der Absicht, das sich die Besatzung nicht mehr an Bord, sondern in einem Stationsgebäude in unmittelbarer Nähe des Liegeplatzes in Bereitschaft hält. Zudem soll freier Platz im Deckshaus für das Bordhospital genutzt werden, das einen separaten Zugang bekommen soll. Im Gegensatz zur aktuellen 28-m-Klasse sind zwei zusätzliche Außenfahrstände an der Deckshaushinterkante vorgesehen, die eine gute Sicht nach vorn über das Deckshaus bieten. Wie bei den beiden großen Kreuzern soll das neu konstruierte Tochterboot mit einem Wasserstrahlantrieb ausgerüstet werden und zusätzlich im Heck eine Bergungsplattform erhalten.
Mit Stand März 2025 war der Bau von zwei Einheiten zu Testzwecken vorgesehen. Bei Bewährung der Konstruktion können damit auch die vier Kreuzer der 23-Meter-Klasse abgelöst werden, die in den 2030er Jahren aus dem aktiven Dienst ausscheiden sollen. Perspektivisch und langfristig würde die neue Klasse aufgrund ihres geringen Tiefgangs auch die 20-Meter-Klasse ersetzen können. Hintergrund der Neuplanung ist die zukünftige Reduzierung der Bau und Betriebskosten.

## Instandhaltung
Die Seenotkreuzer sind im Seenotrettungsdienst hohen Beanspruchungen ausgesetzt. Durch laufende Pflege und kleinere Reparaturen seitens der Besatzung können erste Auswirkungen und Beschädigungen durch Wind, Wellen und Wetter beseitigt werden. Zur weiteren Erhaltung der Einsatzbereitschaft muss aber die verbaute Technik in ihrer Gesamtheit einer regelmäßigen Kontrolle unterworfen werden. Dazu werden alle Kreuzer im Durchschnitt alle drei Jahre zu einer Werft gebracht, wo ggf. auch die Technik erneuert wird. Je nach Umfang kann der Aufenthalt mehrere Monate dauern, wenn zum Beispiel bei einer Generalüberholung auch der Zustand der Schiffsdiesel näher untersucht werden muss. Die Arbeiten werden entweder auf der hauseigenen Werft in Bremen durchgeführt oder an andere Werften fremdvergeben.
Während der Werftliegezeit wird in der Regel von der DGzRS ein 'Springer' zur betreffenden Station verlegt. Diese 'Seenotkreuzer ohne feste Station' besitzen eine eigene Stammbesatzung, die während der Vertretungszeit revierkundige Verstärkung vom Stationsteam erhält. Seit 2021 gehören zwei Kreuzer der 23-Meter-Klasse zu den 'Springern', die vorher mehrere Monate auf der Werft in Bremen zur Generalüberholung verbracht hatten.

## Galerie der aktuell eingesetzten Seenotkreuzer
Mit der Stationierung des letzten Kreuzers der 28-Meter-Klasse ist fast eine komplette "Runderneuerung" der Flotte erreicht. Die beiden ältesten sind derzeit die 'langen' Boote der Berlin-Klasse, die Mitte der 2020er-Jahre für einen Austausch anstehen würden.

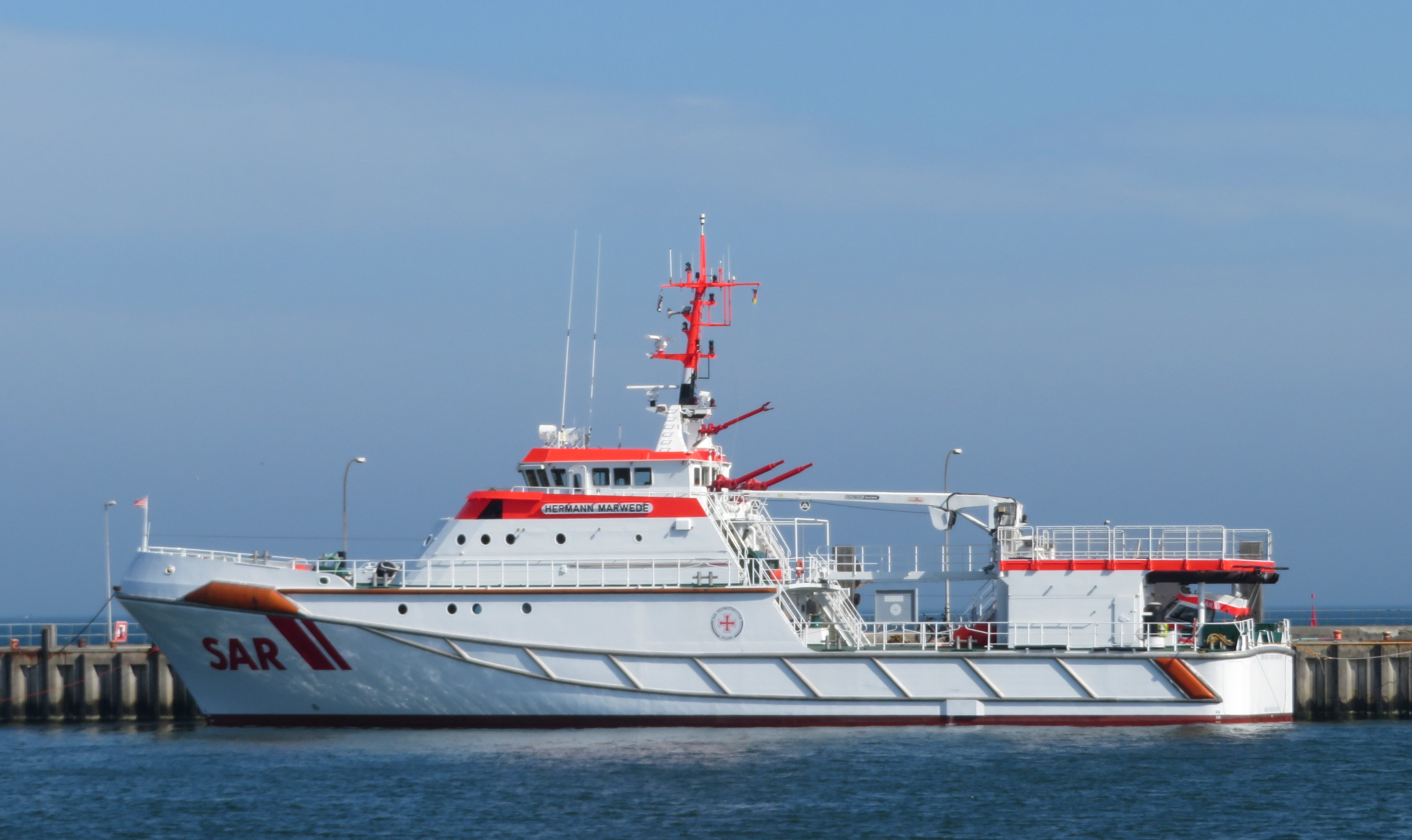
46-Meter-Klasse
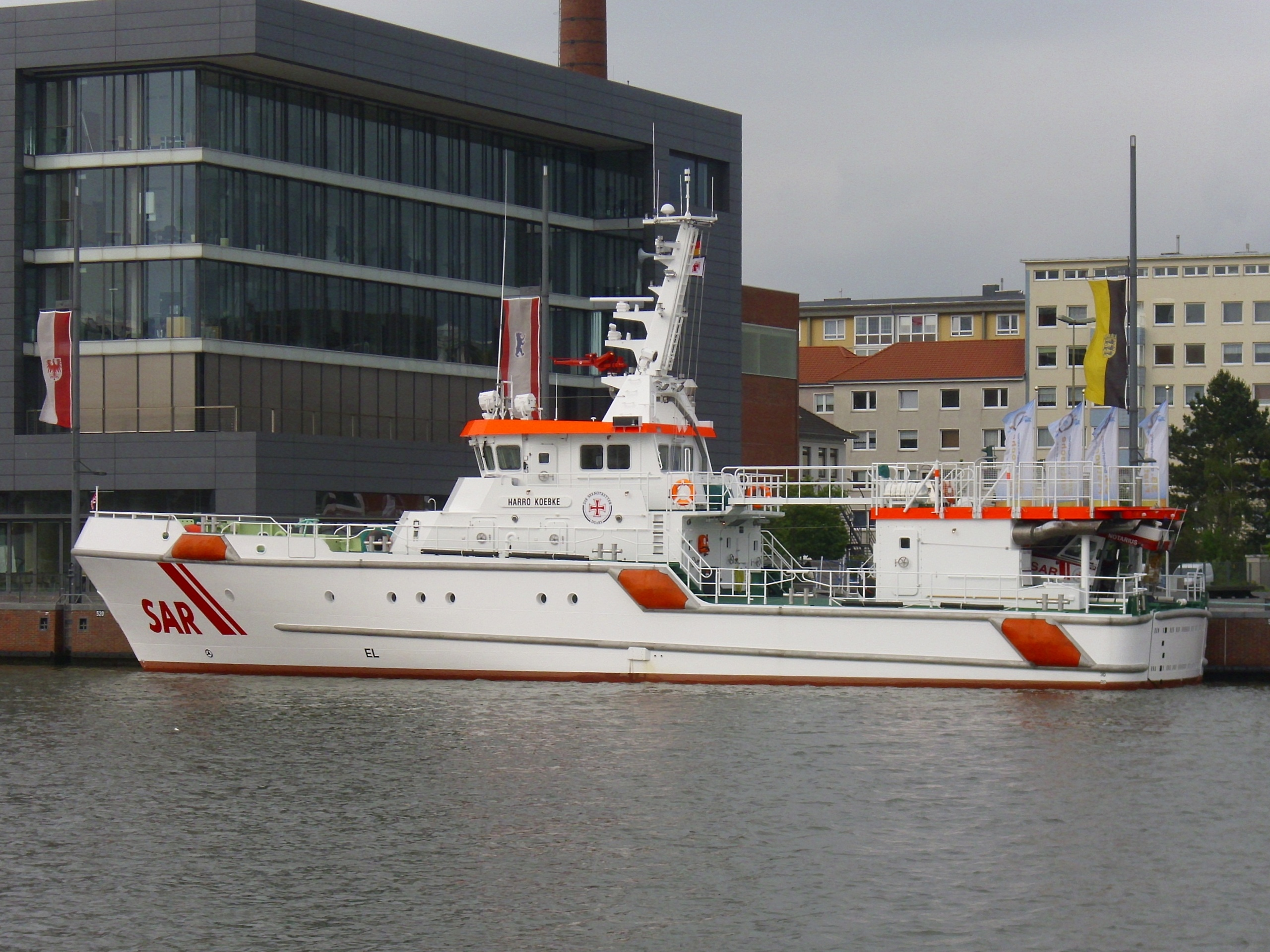
36,5-Meter-Klasse
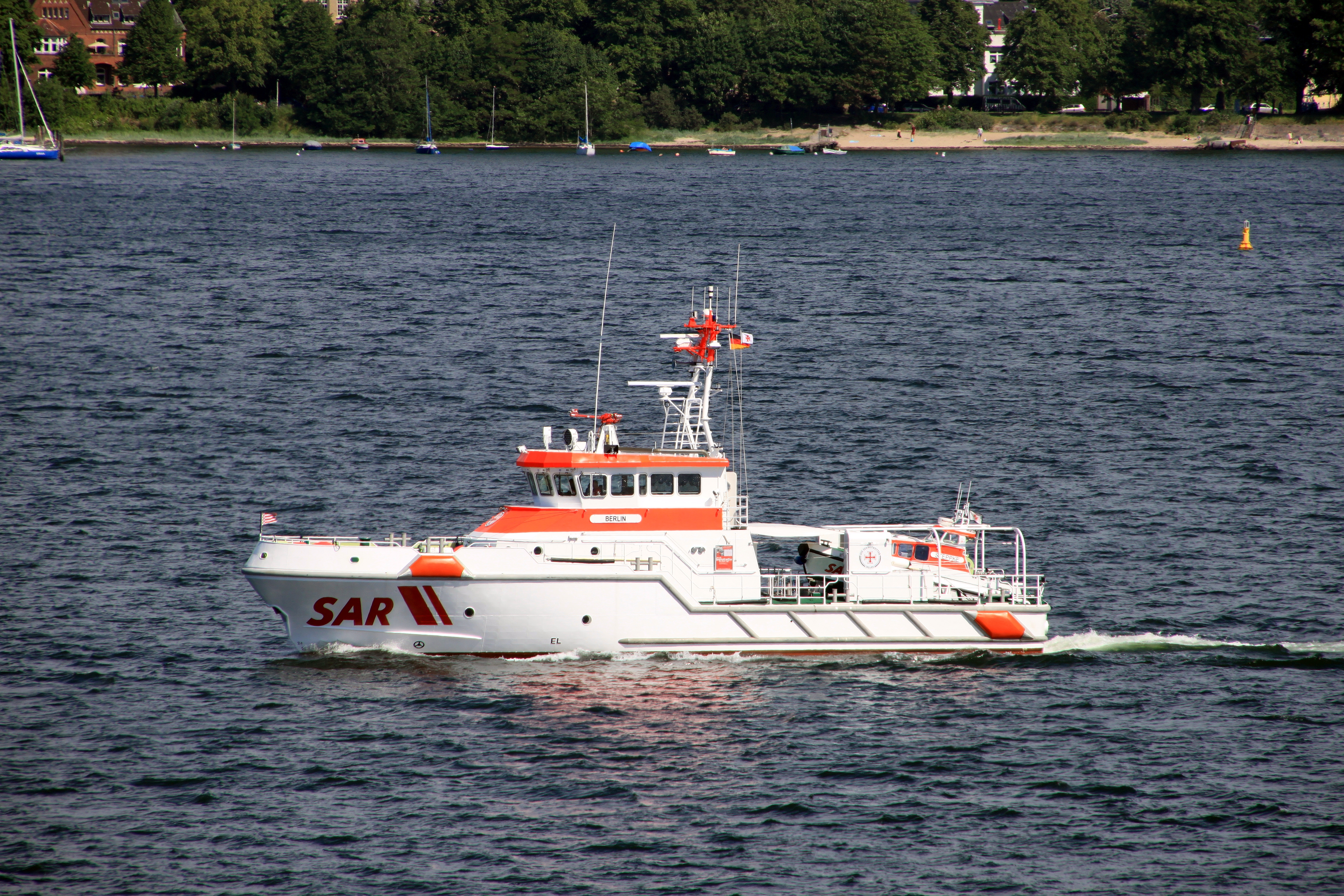
28-Meter-Klasse
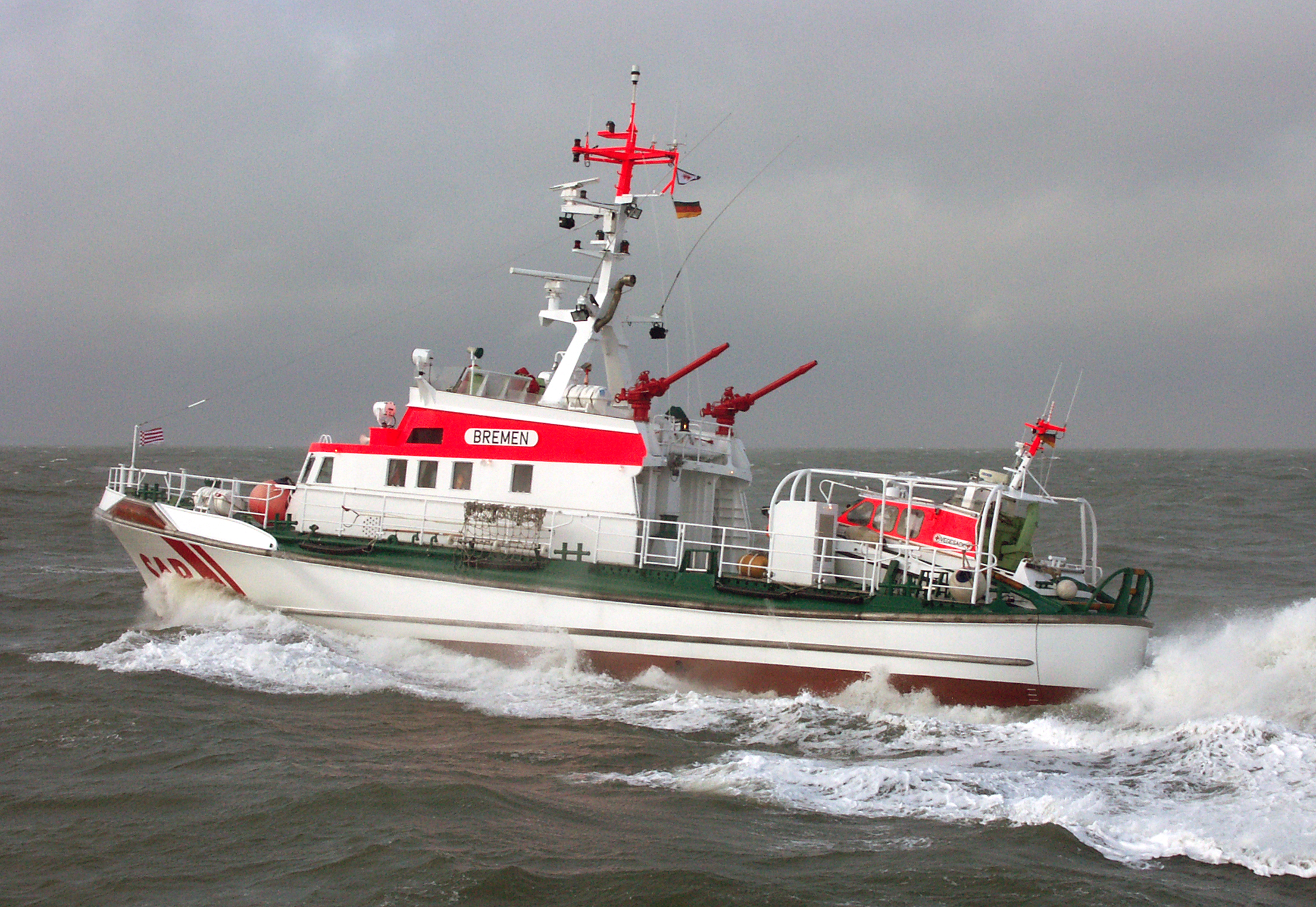
27,5-Meter-Klasse
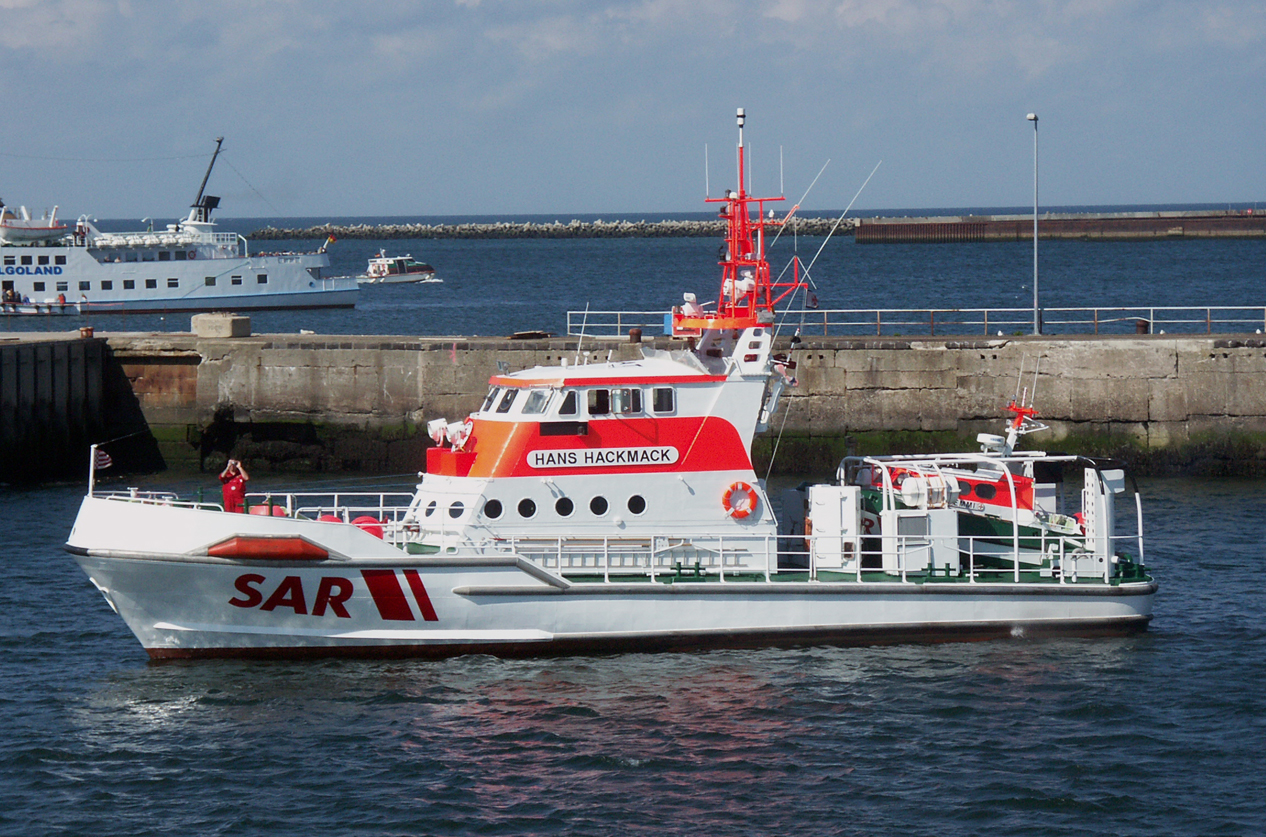
23-Meter-Klasse
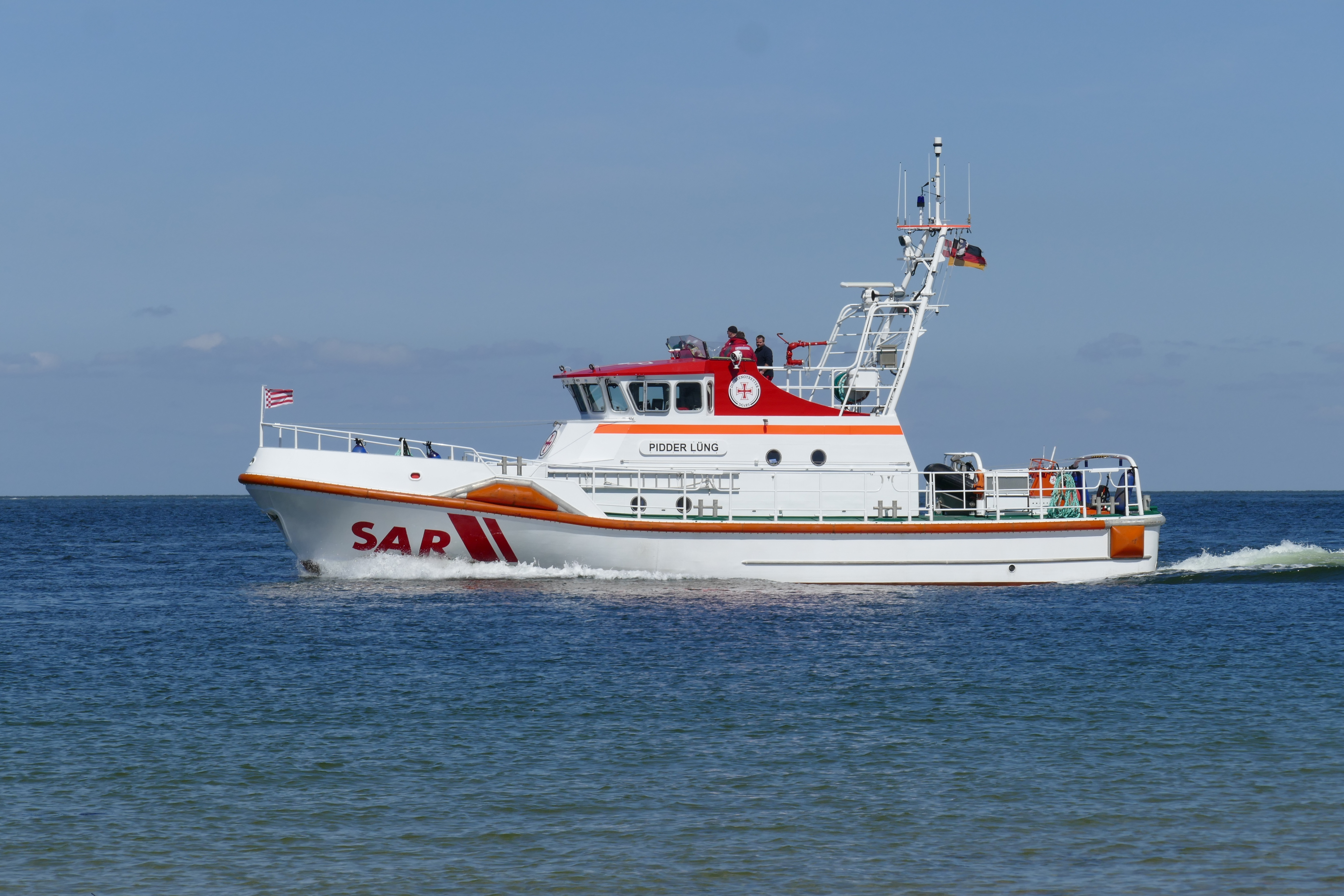
20-Meter-Klasse

## Die Seenotkreuzer-Baureihen seit 1955
Von den 20 in Dienst stehenden Einheiten werden 2 Einheiten der 23-Meter-Klasse als Springer ohne feste Station vorgehalten. Sie kommen bei Ausfall oder bei routinemäßigen Werftarbeiten eines 'Stationskreuzers' zum Einsatz. Ausnahme ist der Nordseekreuzer (46-Meter), der häufig durch den Ostseekreuzer (36,5-Meter) vertreten wurde, für den dann ein Springer den Dienst versieht. Die Einsatzzeit ist der Zeitraum zwischen der Stationierung des ersten Kreuzers und der Außerdienststellung des letzten Kreuzers der Bauserie.
| Bootsklasse | Einsatzzeit von → bis | Länge           | Breite  | Tief- gang | Bau- mat. | Ver- drän- gung | Crew | Anz. Motoren ges. Leistung | v-max (Antrieb) | Reichweite | Anz. geb. | Anz. i. D. | Anz. Res. | TB Länge    |
| --- | --------------------- | --------------- | ------- | ---------- | --------- | --------------- | ---- | -------------------------- | --------------- | ---------- | --------- | ---------- | --------- | ----------- |
| aktuelle Bootsklassen |                       |                 |         |            |           |                 |      |                            |                 |            |           |            |           |             |
| 28-Meter | 2015 → …              | 27,90 m         | 6,20 m  | 1,95 m     | Alu       | 120 t           | 4 FA | 2 → 2.880 kW               | 24 kn (F-P)     | 600–800 sm | 6         | 6          | 0         | 8,2 m       |
| 36,5-Meter | 2012 → …              | 36,45 m         | 8,20 m  | 2,70 m     | Alu       | 220 t           | 5 FA | 3 → 4.785 kW               | 25 kn (F-P)     | 1.400 sm   | 1         | 1          | 0         | 8,9 m       |
| 20-Meter | 2009 → …              | 19,90 m         | 5,05 m  | 1,30 m     | Alu       | 40 t            | 3 FA | 1 → 1.232 kW               | 22 kn (F-P)     | 820 sm     | 6         | 6          | 0         | 4,8 m       |
| 46-Meter | 2003 → …              | 46,00 m         | 10,66 m | 2,80 m     | Alu       | 404 t           | 7 FA | 3 → 6.803 kW               | 25 kn (F-P)     | 2.120 sm   | 1         | 1          | 0         | 8,9 m       |
| 23-Meter | 1996 → …              | 23,10 m         | 6,00 m  | 1,60 m     | Alu       | 80 t            | 4 FA | 2 → 1.986 kW               | 23 kn (F-P)     | 1.200 sm   | 4         | 2          | 2         | 8,2 m       |
| 27,5-Meter | 1985 → 2020 1992 → …  | 27,50 m 28,20 m | 6,53 m  | 2,10 m     | Alu       | 103 t           | 4 FA | 3 → 2.420 kW 3 → 2.500 kW  | 23 kn (F-P)     | -?-        | 4 2       | 0 2        | 0         | 7,5 m 8,2 m |
| ausgemusterte Bootsklassen |                       |                 |         |            |           |                 |      |                            |                 |            |           |            |           |             |
| 23,3-Meter | 1980 → 2021           | 23,30 m         | 5,50 m  | 2,00 m     | Alu       | 66 t            | 4 FA | 2 → 1.430 kW               | 20 Kn (F-P)     | -?-        | 7         |            |           | 6,9 m       |
| 44-Meter | 1975 → 2012           | 44,20 m         | 8,05 m  | 2,80 m     | Alu       | 185 t           | 4 FA | 3 → 4.413 kW               | 26 Kn (F-P)     | 1.800 sm   | 3         | Museum: 1  | Museum: 1 | 8,8 m       |
| 19-Meter | 1969 → 2003           | 18,90 m         | 4,30 m  | 1,25 m     | Alu       | 35 t            | 3 FA | 1 → 610 kW                 | 18 Kn (VP)      | 800 sm     | 4         | Museum: 2  | Museum: 2 | 5,5 m       |
| 17-Meter | 1967 → 2005           | 16,80 m         | 3,80 m  | 1,25 m     | Alu       | 28 t            | 3 FA | 1 → 489 kW                 | 18 Kn (VP)      | 800 sm     | 1         | Museum: 1  | Museum: 1 | 4,5 m       |
| 26-Meter | 1963 → 1993           | 26,66 m         | 5,60 m  | 1,60 m     | Stahl/Alu | 90 t            | 4 FA | 3 → 1.765 kW               | 24 Kn (VP)      | 1.200 sm   | 3         | Museum: 2  | Museum: 2 | 6,9 m       |
| 23,2-Meter | 1957 → 1987           | 23,20 m         | 5,30 m  | 1,40 m     | Stahl/Alu | 60 t            | 4 FA | 3 → 1.287 kW               | 20 Kn (VP)      | 1.000 sm   | 4         | Museum: 1  | Museum: 1 | 6,5 m       |
| 21,5-Meter | 1955 → 1965           | 21,50 m         | 5,30 m  | 1,50 m     | Stahl/Alu | 60 t            | 4 FA | 3 → 1.177 kW               | 17,5 Kn (VP)    | -?-        | 1         |            |           | 6,3 m       |
| Stand: @ Oktober 2021 |                       |                 |         |            |           |                 |      |                            |                 |            |           |            |           |             |
| Erläuterungen der Einheiten: m = Meter \| kW = Kilowatt \| kn = Knoten \| sm = Seemeile Abkürzungen: i. D. = in Dienst \| v-max = größte Geschwindigkeit \| geb. = gebaut \| F-P = Festpropeller \| VP = Verstellpropeller |                       |                 |         |            |           |                 |      |                            |                 |            |           |            |           |             |

## Stationen der Seenotkreuzer an der Nord- und Ostsee
| Helgoland Hermann Marwede |

| Sassnitz Harro Koebke |

| Cuxhaven Anneliese Kramer |

| Laboe Berlin |

| Amrum Ernst Meier-Hedde |

| Borkum Hamburg |

| Grömitz Felix Sand |

| Darßer Ort Nis Randers |

| Hooksiel Bernhard Gruben |

| Bremerhaven Hermann Rudolf Meyer |

| Olpenitz Fritz Knack |

| Greifswalder Oie Berthold Beitz |

| List auf Sylt Pidder Lüng |

| Büsum Theodor Storm |

| Norderney Eugen |

| Nordstrand Eiswette |

| Großenbrode Bremen |

| Warnemünde Arkona |

| DGzRS Zentrale |

| ohne feste Station Theo Fischer Hans Hackmack |

| NORDSEE |

| OSTSEE |

| BREMEN |

| HAMBURG |

| SCHLESWIG-HOLSTEIN |

| NIEDERSACHSEN |

| MECKLENBURG-VORPOMMERN |

## Sonstiges
Die SRK werden in vielen Fällen nach Unterstützern der DGzRS und verdienstvollen Besatzungsmitgliedern benannt. Jedes Jahr werden Neubauten eingeflottet. Der Erneuerungsbedarf ergibt sich aus der durchschnittlichen Betriebszeit von 30 Jahren, in der ausreichend Ersatzteile für die eingebaute Technik verfügbar sind. 
Viele ehemalige Einheiten der DGzRS werden an ausländische Rettungsdienste weitergegeben, wo sie noch Jahrzehnte ihren Dienst versehen und die vorhandenen Flotten ergänzen. So wurde die 1965 gebaute Arwed Emminghaus 1993 an den isländischen Rettungsdienst ICE-SAR verkauft und noch bis 2006 eingesetzt, wobei es bis dahin das schnellste Schiff der Flotte war. Die 2017/2018 ausgemusterten SK Herrmann Helms und Hannes Glogner sowie die 2020 ausgemusterte Alfried Krupp gingen an den Marine-Rettungsdienst von Uruguay.
Einheiten, die die DGzRS nach der Wiedervereinigung kurzzeitig vom Seenotrettungsdienst der DDR übernommen hatte, sind nicht aufgeführt. Sie wurden relativ zügig durch DGzRS-eigene Neubauten und umstationierte Einheiten ersetzt.